# Amische

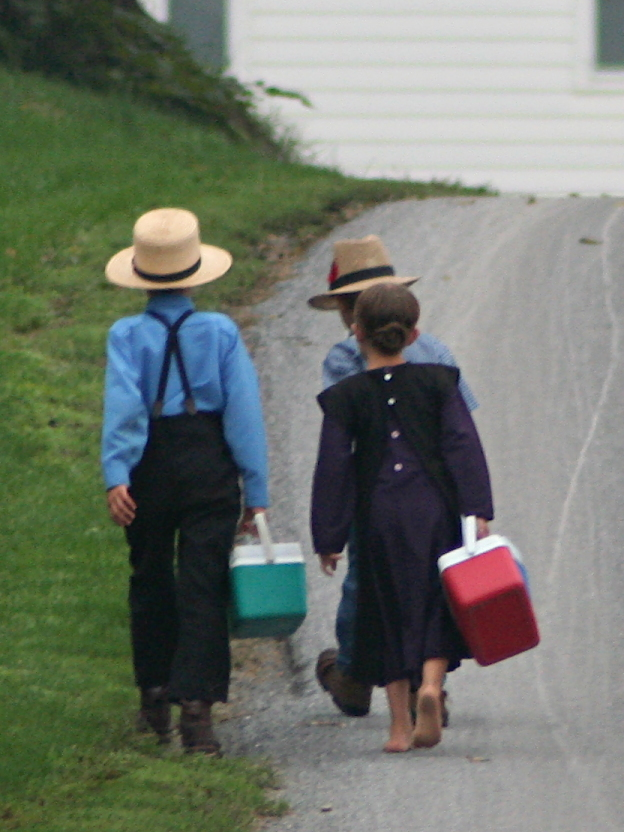
Kinder einer amischen Gemeinde auf dem Weg zur Schule (2006)

Die Amischen (englisch Amish ['ɑːmɪʃ]) sind eine täuferisch-protestantische Glaubensgemeinschaft, die überwiegend in den USA lebt. Die Bezeichnung leitet sich vom Namen ihres Begründers Jakob Ammann (1644–1730) ab. Die Amischen haben ihre Wurzeln in der reformatorischen Täuferbewegung Mitteleuropas, vor allem der Schweiz und Süddeutschlands. Vom Hauptstrom der Täufer, den Mennoniten, trennten sich die Amischen 1693.
Wenn heute von Amischen gesprochen wird, sind fast immer die Amischen alter Ordnung gemeint. In der zweiten Hälfte des 19. Jahrhunderts spalteten sich die Amischen in verschiedene Untergruppen auf, von denen die Amischen alter Ordnung nur etwa ein Drittel ausmachten. Die meisten anderen Untergruppen haben im Lauf der Zeit ihre amischen Eigenarten verloren und sich der amerikanischen Gesellschaft angeglichen. Neben den Amischen alter Ordnung haben sich die Kauffman Amish Mennonites, die Beachy-Amischen und die Amischen neuer Ordnung einige Teile der alten amischen Kultur bewahrt. Die konservativen Mennoniten, von denen viele amischen Ursprungs sind, haben Traditionen bewahrt, die sowohl mennonitisch als auch amisch sind. Die Amischen alter Ordnung sind heute in mehr als vierzig Untergruppen aufgeteilt, die sich teilweise erheblich unterscheiden.
Amische alter Ordnung führen ein stark in der Landwirtschaft verwurzeltes Leben und sind bekannt dafür, dass sie bestimmte moderne Techniken ablehnen und Neuerungen nur nach sorgfältiger Prüfung der Auswirkungen übernehmen. Die Amischen legen großen Wert auf eine Familie mit klar vorgegebenen Geschlechterrollen, Gemeinschaft und Abgeschiedenheit von der Außenwelt. Wie andere täuferische Kirchen praktizieren die Amischen ausschließlich die Bekenntnistaufe und lehnen entsprechend der Bergpredigt Gewalt und das Schwören von Eiden ab.
Die Amischen stammen überwiegend von Südwestdeutschen oder Deutschschweizern ab und sprechen untereinander meist Pennsylvaniadeutsch, kleinere Untergruppen sprechen stattdessen einen elsässischen oder einen berndeutschen Dialekt. Im Jahre 2015 lebten etwa 300.000 Amische in 32 Staaten der USA sowie im kanadischen Ontario in etwa 500 Siedlungen und 2.200 Gemeindedistrikten.
In den letzten Jahrzehnten wurden die Amischen ein beliebtes Thema der Populärkultur, wobei vor allem die Massenmedien ein von der Wirklichkeit oft stark abweichendes Bild der Amischen zeichnen. Bestes Beispiel einer stark verzerrten Darstellung der Amischen ist die Fernsehserie Amish Mafia.

## Namen
Der Name „Amische“ entwickelte sich aus dem Nachnamen von Jakob Ammann aus Erlenbach im Simmental, der Ältester (Gemeindeleiter) einer Mennonitengemeinde im Elsass war und sich 1693 mit Gleichgesinnten vom Hauptzweig der Mennoniten abtrennte.
Im Englischen werden die Amischen als Amish bezeichnet, wobei das A meist mit dem englischen A wie in father ausgesprochen wird (welches dunkler als das standarddeutsche A ist). Im amerikanischen Englisch gibt es auch die selteneren Aussprachen mit A wie in cat /æˑ/ und wie in fate /eɪ/, im britischen Englisch /eɪ/. Die Amischen selbst sprechen auf Deutsch und Pennsylvaniadeutsch Amisch meist mit kurzem A, wie die Aussprache von (Jakob) Ammann, dessen erstes A ebenfalls kurz ist.

## Geschichte

### Entstehung der Täufer
Die Vorgeschichte der Amischen ist in der Reformationszeit verankert. Neben dem bekannten Reformator Martin Luther gab es noch weitere, wie Ulrich Zwingli, in dessen Umfeld in Zürich die Täuferbewegung entstand. Luthers Aufbegehren gegen das Papsttum gab die Initialzündung für andere Personen, sich ebenfalls aktiv für eine Kirchenreform einzusetzen. So sind sowohl die Reformatoren Thomas Müntzer, Ulrich Zwingli und der etwas spätere Johannes Calvin zu nennen als auch die zeitgleich aufkommende radikal-reformatorische Täuferbewegung (despektierlich auch Wiedertäufer genannt) mit ihren eigenen Reformatoren wie z. B. Felix Manz, Konrad Grebel oder Menno Simons.
Aus der Täuferbewegung entstand im Laufe der Zeit die evangelische Religionsgemeinschaft der Mennoniten, zu denen im 17. Jahrhundert auch die Gemeinden zählten, die sich in der Schweiz und Süddeutschland als Reste der verfolgten Täufer als Schweizer Brüder bezeichneten. Diese hatten – soweit sie im Elsass lebten – das Dordrechter Bekenntnis der Mennoniten der Niederlande und Norddeutschlands aus dem Jahre 1632 angenommen, praktizierten aber die dort geforderte Absonderung von der Welt und Gemeindebann bei Uneinsichtigkeit nach Verstößen gegen die Ordnung nicht so streng, weil vor allem in der Schweiz aufgrund der dortigen Verfolgung eine strikte Unterscheidung zwischen Amischen und nicht-amischen Helfern ihre Existenz bedroht hätte.

### Entstehung der Amischen
Ende des 17. Jahrhunderts sorgte die strenge Anwendung des Dordrechter Bekenntnisses durch den mennonitischen Ältesten Jakob Ammann für Unruhe in den Schweizer und nahen elsässischen Gemeinden, wobei der stärkere Kontakt der elsässischen Mennoniten mit den Niederlanden und die Ähnlichkeit der Verhältnisse in beiden Gegenden, nämlich eine relativ große Toleranz von staatlicher Seite, eine Rolle spielten. Hauptgegner in dieser Auseinandersetzung war der schweizerische mennonitische Älteste Hans Reist, mit dem sich Ammann auch über die Frage stritt, wer gerettet werden könne, wer also in den Himmel käme.
In der Schweiz halfen damals viele Nichtmennoniten den verfolgten Mennoniten, indem sie sie versteckten oder ihnen andere Hilfe zukommen ließen, und retteten ihnen dadurch das Leben. Hans Reist meinte, dass diese so genannten Treuherzigen auch gerettet werden könnten, obwohl sie nicht in die Gemeinde Gottes eintraten; die eigene Gemeinde wurde als die einzige richtige Gemeinde verstanden. Viele dieser Treuherzigen standen auch den mennonitischen Glaubenslehren sehr nahe, doch die Umstände hinderten viele daran, sich ihnen anzuschließen, etwa die Angst vor dem Verlust des Lebens.
Ammann sah dies viel rigoroser: Er verlangte einen vollständigen Übertritt zum Mennonitentum mit allen Konsequenzen. Die wahren Gläubigen sollten das Kreuz auf sich nehmen wie das Vorbild und hätten dann eine lebendige Hoffnung auf Rettung, während Zweifler und Unentschlossene, die diese Welt eben doch noch mehr
lieb haben als den Herrn, keine Gnade erwarten können. Dies war einer der Hauptpunkte des Streites.

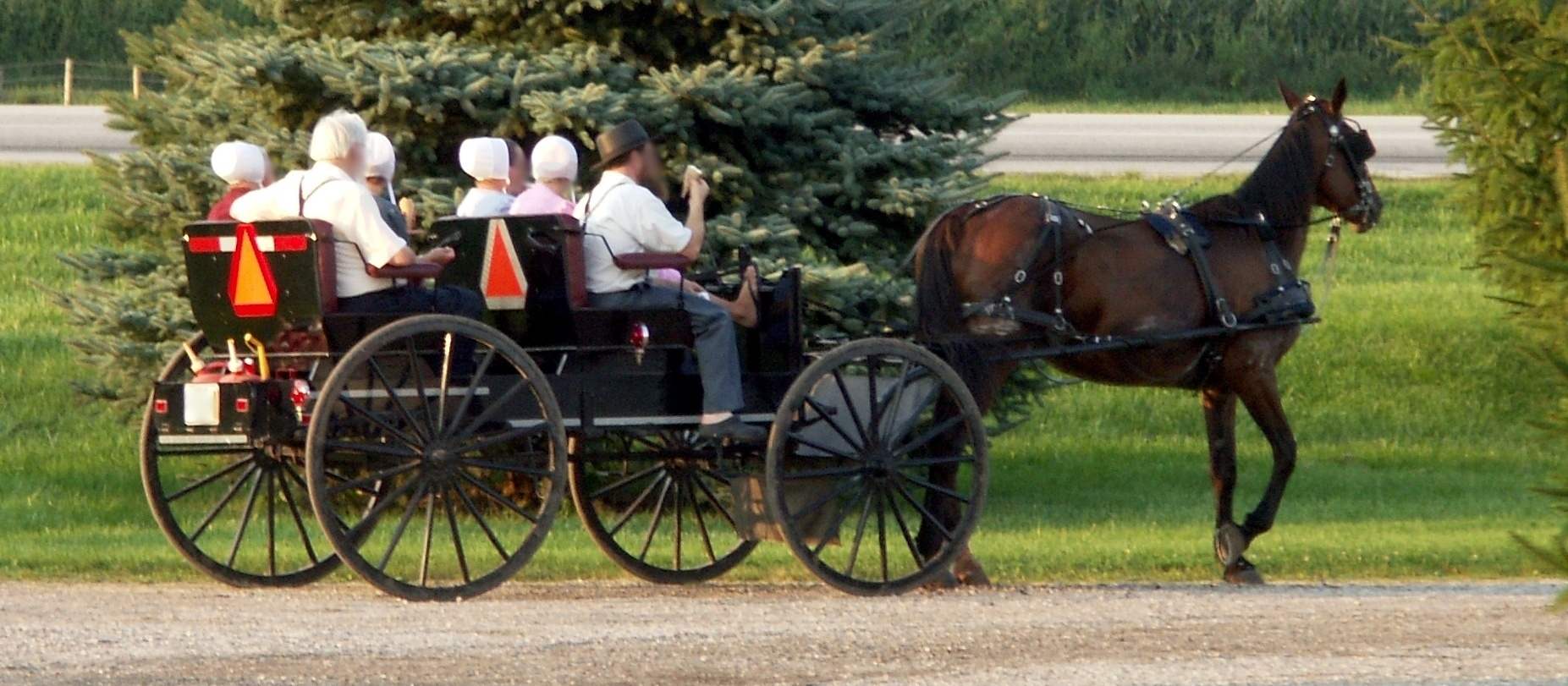
Im Pferdewagen (Buggy)

Begründet im Dordrechter Bekenntnis von 1632 und der Bibel, wo von einem demütigen Lebenswandel gesprochen wird, forderte Ammann auch eine strenge Handhabung der Gemeindezucht und die Einhaltung bestimmter Regeln über Kleidung und Barttracht der Gläubigen. Dadurch wurden viele strenge Elemente in der sich neu formenden Gruppe auch tatsächlich umgesetzt.
All diese Streitpunkte endeten in einer Spaltung. Es entstanden die ammannschen Leute, die Gemeinde Ammanns. Dabei ging die Spaltung von Ammann aus: Wer mit Ammann nicht übereinstimmte, den bannte er und forderte von der Gemeinde, den Kontakt mit ihm abzubrechen (Meidung). Dies galt auch innerhalb der Familie: Mann und Ehefrau hatten sich fortan ihres ehelichen Geschlechtslebens zu enthalten und durften nicht am selben Tisch essen.
Später sah Jakob Ammann ein, dass seine Verfahrensweise zu rigide war, und bannte zur Strafe sich selbst. Allerdings war zu diesem Zeitpunkt die Spaltung schon zu weit verfestigt, als dass sie hätte rückgängig gemacht werden können. So gab es im süddeutschen, elsässischen und schweizerischen Raum ab 1693 zwei getrennte Formationen der Schweizer Brüder oder Mennoniten.

### Verbreitung in Europa im 18. und 19.Jahrhundert
Neben der Schweiz lebte im frühen 17. Jahrhundert ein beachtlicher Teil der Amischen im Elsass, wo wesentlich größere religiöse Toleranz bestand als in der Schweiz. Dieses Gebiet geriet ab 1648 allmählich unter französische Kontrolle. Ludwig XIV., der König von Frankreich, duldete keine anderen Bekenntnisse neben der römisch-katholischen Kirche, so dass ein Teil der Amischen aus dem französisch gewordenen Elsass in die reichsdeutschen Gebiete Mömpelgard, Lothringen, Saarland, Hessen und Bayern auswanderte sowie in starkem Maße in die Pfalz, wo schon seit 1688 Mennoniten lebten, die nach 1693 Amische wurden.

### Erste Auswanderungswelle nach Amerika
Bereits 1683 hatten deutschsprachige Mennoniten aus Krefeld mit Germantown (Deitscheschteddel) eine Siedlung in Pennsylvania gegründet. Im Jahre 1709 begann dann eine Auswanderungswelle von Pfälzern nach Nordamerika, die erst mit der Französischen Revolution endete. Mit dieser Welle aus der Pfalz kamen etwa 500 Amische, das heißt etwa 100 Familien, nach Pennsylvania, wo eine eigene deutsche Kultur mit einem eigenen, pfälzisch geprägten Dialekt entstand, die Kultur der Pennsylvania-Deutschen, die englisch Pennsylvania Dutch genannt werden. Die ersten dieser amischen Einwanderer, die dokumentiert sind, kamen im Jahre 1737 mit dem Schiff Charming Nancy in Philadelphia an. Die Amischen fanden in Pennsylvania, wo der Quäker William Penn Glaubensfreiheit garantierte, günstigere Bedingungen vor als in Europa, wo Religionsfreiheit im Wesentlichen erst im 19. Jahrhundert eingeführt wurde.

### Zweite Auswanderungswelle nach Amerika
Eine zweite Auswanderungswelle begann 1815, nachdem die Wirren der Napoleonischen Kriege ausgeklungen waren, und dauerte bis zum Ersten Weltkrieg an. Nach 1860 kamen aber nur noch sehr wenige Amische nach Amerika, so dass das Ende dieser Welle oft um 1860 angesetzt wird. Die Einwanderer dieser zweiten Welle kamen nicht mehr nur aus der Pfalz, sondern auch aus der Schweiz und dem Elsass und den oben genannten Gebieten. Weil nicht selten fast vollständige Gemeinden auswanderten, lösten sich die zurückgebliebenen Restgemeinden oft auf, beispielsweise in Hessen und Bayern.

### Entstehung der Amischen alter Ordnung
Zwischen den Jahren 1862 und 1878 kam es in Nordamerika zu sogenannten Dienerversammlungen, das heißt Versammlungen von amischen Gemeindeleitern, um Fragen der Modernisierung zu erörtern und die Einheit der Amischen zu bewahren. Diese Versammlungen scheiterten aber im Jahre 1865 insofern, als kein Kompromiss mit den Traditionalisten gefunden werden konnte, so dass diese sich aus den Versammlungen zurückzogen und sich in den nächsten Jahrzehnten als Amische alter Ordnung organisierten. Die Modernisierer dagegen, die etwa zwei Drittel der Amischen ausmachten und sich Amish Mennonites nannten, bewegten sich zunehmend in Richtung der amerikanischen Mehrheitsgesellschaft und vereinigten sich vor allem im ersten Drittel des 20. Jahrhunderts mit den Mennoniten, nachdem sie schrittweise alle amischen Besonderheiten verloren hatten.
Der Prozess der Teilung war ein langsamer Prozess des Sortierens und es dauerte etwa 50 Jahre, bis sich alle Amischen gemäß ihrer Einstellung auf die verschiedenen amischen Gruppen verteilt hatten.
Im Verlauf dieses Prozesses entstanden weitere amische Untergruppen, beispielsweise die Egli-Amischen und die Stuckey-Amischen, die sich schließlich ebenfalls völlig assimilierten, sowie die Kauffman-Amischen, die dem Schlafprediger Johannes D. Kauffman (1847–1913) folgten und sich als einzige der amischen Modernisierer weitgehend ihre amische Kultur erhalten haben. Eine Mittelgruppe zwischen Modernisierern und Traditionalisten entwickelte sich langsam zu sehr konservativen Mennoniten, die nur teilweise assimiliert sind. Diese gründeten im Jahre 1910 die Conservative Amish Mennonite Conference, die im Jahre 1957 das Wort Amish aus ihrem Namen strich.
Die meisten der Einwanderer des 19. Jahrhunderts schlossen sich den Modernisierern an, nur wenige aus der Schweiz und dem Elsass wurden Amische alter Ordnung. Zu diesen wenigen gehören die Amischen im Adams und Allen County in Indiana mit ihren Tochtersiedlungen, die heute noch Schweizer bzw. elsässische Dialekte sprechen. Diese sogenannten Swiss Amish, die nicht Pennsylvaniadeutsch, sondern Dialekte ihrer alten Heimat sprechen, stellen heute etwa sieben Prozent der Amischen.

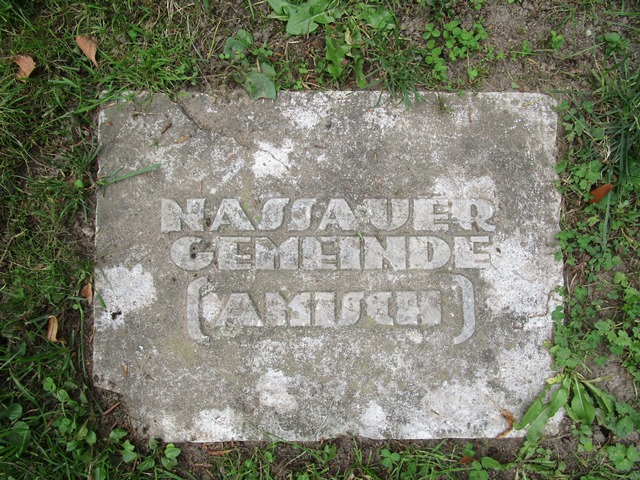
Gedenkstein der früheren amischen Gemeinde in Nassau an der Mennokate

In Europa fand keine entsprechende Teilung mit dem Auszug der Traditionalisten statt. Hier bewegten sich alle amischen Gemeinden in Richtung der Mehrheitsgesellschaft und schlossen sich früher oder später den lokalen Mennoniten an oder wurden zu Mennoniten-Gemeinden. Die letzte amische Gemeinde in Deutschland bestand bis 1937 in Ixheim, die letzte Gemeinde in Europa, die die amische Fußwaschung praktizierte, befand sich bis 1941 in Luxemburg. Beide Gemeinden schlossen sich schließlich auch Mennoniten-Gemeinden an.

### 20.Jahrhundert
Obwohl es im 19. Jahrhundert in Mifflin County, Pennsylvania, zu Spaltungen zwischen den Amischen alter Ordnung kam, dauerte eine große Spaltung unter den Amischen bis etwa zum Ersten Weltkrieg. Zu dieser Zeit entstanden zwei sehr konservative Verbindungen – die Swartzentruber-Amischen in Holmes County, Ohio, und die Buchanan-Amischen in Iowa. Den Buchanan-Amischen schlossen sich bald gleichgesinnte Gemeinden in den ganzen USA an.
Mit dem Ersten Weltkrieg kam die massive Unterdrückung der deutschen Sprache in den USA, die schließlich zu einem Sprachwechsel der meisten Deutschsprachigen in Pennsylvania führte, so dass die Amischen und andere Gemeinden alter Ordnung bis zum Ende des 20. Jahrhunderts fast als die einzigen Sprecher übrig geblieben waren. Dadurch entstand eine Sprachbarriere um die Amischen, die es in dieser Form vorher nicht gegeben hatte.
In den späten 1920er Jahren löste sich die eher veränderungsorientierte Fraktion der Amischen alter Ordnung, die das Auto übernehmen wollte, vom Mainstream und organisierte sich unter dem Namen Beachy-Amische.
Während des Zweiten Weltkriegs kam die alte Frage des Militärdienstes für die Amischen wieder auf. Weil amische Männer im Allgemeinen den Militärdienst verweigerten, landeten sie im Wehrersatzdienst, wo sie hauptsächlich in der Forstwirtschaft und in Krankenhäusern arbeiteten. Die Tatsache, dass viele junge Männer in Krankenhäusern arbeiteten, wo sie viel Kontakt mit fortschrittlicheren Mennoniten und der Außenwelt hatten, führte dazu, dass viele dieser Männer nie den amischen Gemeinden beitraten, in denen sie groß geworden waren.
In den 1950er Jahren wandelte sich die Beachy Amischen zu einer eher evangelikalen Gemeinde. Diejenigen, die die alten Traditionen der Beachy Amischen bewahren wollten, unter anderem die deutsche Sprache, organisierten sich neu als Old Beachy-Amische.
Bis etwa 1950 besuchten fast alle amischen Kinder kleine, lokale öffentliche Schulen, oft Ein-Raum-Schulen, danach führte jedoch die Einrichtung großer Schulzentren und die Schulpflicht über die achte Klasse hinaus zu Widerstand der Amischen, die deswegen eigene Schulen einrichteten. Der Konflikt um die Schulpflicht über die 8. Klasse hinaus dauerte bis 1972, als der Oberste Gerichtshof der Vereinigten Staaten amische Schüler nach der achten Klasse von der Schulpflicht befreite. Bis zum Ende des 20. Jahrhunderts besuchten dann fast alle amischen Kinder von den Amischen selbst eingerichtete und verwaltete Schulen, die fast immer Ein-Raum-Schulen oder wenig größere Schulen sind.
Im letzten Viertel des 20. Jahrhunderts verließen immer mehr amische Männer die traditionelle Arbeit in der Landwirtschaft und gründeten kleine Unternehmen, da der Druck auf die kleinbäuerliche Landwirtschaft stets zugenommen hatte. Obwohl es unter den Amischen die unterschiedlichsten Unternehmen gibt, liegt ein Schwerpunkt ihrer Unternehmen im Bauhandwerk – in den USA meist Holzbau – und in holzverarbeitenden Betrieben. In vielen Siedlungen der Amischen, vor allem in den größeren, sind Bauern heute eine Minderheit. Ungefähr 12.000 der 40.000 Milchviehbetriebe in den Vereinigten Staaten waren 2018 im Besitz von Amischen.
Bis ungefähr zum Ersten Weltkrieg war die Identität der Amischen alter Ordnung nicht mit der Verweigerung des Einsatzes von neuester Technologien verbunden, da die Amischen alter Ordnung und ihre ländlichen Nachbarn die gleichen Farm- und Haushaltstechnologien verwendeten. Auch spielten Fragen nach dem Einsatz von Technologien bei der Teilung der Amischen in der zweiten Hälfte des 19. Jahrhunderts keine Rolle.
Telefone waren die erste wichtige Technologie, die von den Amischen alter Ordnung breitflächig abgelehnt wurde, bald folgte die Ablehnung von Autos, Traktoren, Radios und vielen anderen technologischen Erfindungen des 20. Jahrhunderts.

### 21. Jahrhundert
Die beiden größten Siedlungen der Amischen bestehen heute in Lancaster County in Pennsylvania, sowie einer mehrere Counties umfassenden Siedlung in Holmes County, Wayne County, Tuscarawas County und Stark County in Ohio. Die drittgrößte amische Siedlung befindet sich im Elkhart und LaGrange County in Indiana, die viertgrößte Siedlung in Geauga County in Ohio. Mittlerweile sind Amische in über dreißig US-Staaten und in den kanadischen Provinzen Ontario, Manitoba und Prince Edward Island zu finden. Außerhalb Nordamerikas gab es Versuche, in Mittelamerika und in Paraguay Siedlungen zu bilden, diese waren aber meist nicht von langer Dauer.
Die Amischen leben nicht in geschlossenen Siedlungen bzw. Dörfern. Zwar gibt es Gebiete, in denen es viele Amische gibt und wo sie die Landschaft prägen, aber fast immer leben sie neben englischen Nachbarn.
In den Siedlungen fällt allgemein auf, dass bestimmte Nachnamen überwiegen. Dies lässt darauf schließen, dass ganze Sippen mit ihren Namensträgern von den Erstsiedlungen auszogen. Damit ist auch ihr Genpool mitgewandert. So überwiegt in Lancaster County zu 25 Prozent der Name Stoltzfus (alternative Schreibweise: Stoltzfoos), dann kommen die Namen Byler, Fisher, Petersheim, Lapp und King. In LaGrange, Indiana, überwiegen Borntrager, Miller und Schrock, in den schweizerdeutschen Siedlungen in Allen County, Adams County, Indiana die Nachnamen Graber, Grabill/Kraybill oder Schwartz.

## Immaterielle Merkmale amischer Kultur

### Grundlagen
Obwohl die äußerlichen Kennzeichen amischer Kultur zuerst ins Auge fallen, sind sie doch nur Ausdruck der geistlichen Grundlagen der Amischen, die vor allem in den Werten des Neuen Testaments verankert sind. Nach Ansicht von John S. Oyer ist die Kultur der Amischen gelebte Theologie. Im Gegensatz zu den meisten Strömungen des Christentums verfügen die Amischen nämlich nur über wenige schriftlich fixierte theologische Texte.
Die Schleitheimer Artikel von 1527 und das Dordrechter Bekenntnis von 1632 zählen zu den wenigen ausformulierten Bekenntnisschriften der Amischen (und Mennoniten). Wichtig sind auch die Schriften von Menno Simons, auf dessen Vornamen die Bezeichnung der Mennoniten zurückgeht. Des Weiteren ist das amische Liederbuch Ausbund aus dem Jahre 1564 wichtig, sowie das Gebetbuch Ernsthafte Christenpflicht aus dem Jahre 1708. Die wichtigste moderne Quelle bezüglich amischer Theologie ist nach Oyer das Buch 1001 Questions and Answers on the Christian Life aus dem Jahre 1992.
Wichtige Elemente des Glaubens der Amischen und anderer Täufer sind die Gläubigentaufe (daher der Name Täufer), die Absonderung von der Welt nach Johannes 17,11–18 und 15,19 (in dieser Welt, aber nicht von dieser Welt), Römer 12,2, 2. Korinther 6,14–17, 1. Johannes 2,15, Gewaltlosigkeit, das Abendmahl als reines Gedächtnismahl nur für Gläubige, das heißt in der Praxis nur für Gemeindemitglieder, die strikte Trennung von Staat und Kirche und die Verweigerung des Eides.
Weitere wichtige Konzepte sind Demut und Gelassenheit.

### Glaubensgründe für die Isolation und die Ordnung
Die selbst auferlegte Ordnung liegt zum einen darin begründet, dass die Amischen mit Bezug auf die Apostel Paulus und Johannes betonen, in dieser Welt, aber nicht von dieser Welt zu sein, und damit immer wieder gefordert werden, zu erklären, was weltlich gesinnt sei und was nicht. Wichtig sind dabei vor allem folgende Bibelstellen: Römer 12,2 , 2 Kor 6,14–17  und 1 Joh 2,15–17 .
Es gibt für Andersdenkende durchaus nachvollziehbare Überlegungen zu der amischen Ordnung. Die Maxime ist: Gruppenerhalt und Gruppenleben gehen vor individueller Verwirklichung. So wird der Einfluss des Fernsehens und vieler Neuerungen auf das Familien- und Gruppenleben kritisch gesehen.

### Gemeindeorganisation und Ordnung
Amische Gemeinden sind autonom und können mit Mehrheitsbeschluss ihre Ordnung, die über weite Strecken die Lebensführung regelt, ändern. Zweimal im Jahr findet eine sogenannte Ordnungsgemeinde statt, ein Sonntagsgottesdienst, in dem über die Ordnung verhandelt werden kann. Ein normalerweise zwei Wochen später stattfindender Abendmahlsgottesdienst kommt nur zustande, wenn Einigkeit über die Ordnung erzielt wird.
Einigkeit kann bei abweichenden Meinungen auch dadurch erreicht werden, dass die kleinere Gruppe die bestehende Ordnung einstweilen akzeptiert, oft in der Hoffnung, dass sich die Mehrheitsverhältnisse in absehbarer Zeit verändern werden. Sind nur eine oder sehr wenige Familien abweichender Meinung, besteht die Lösung oft darin, dass diese Familien umziehen und sich Gemeinden anschließen, deren Ordnung ihren Vorstellungen entspricht.
Kann trotz der oben genannten Lösungsmöglichkeiten dauerhaft keine Einigkeit erzielt werden, bleibt als Lösung nur eine Spaltung, die dann normalerweise zur Entstehung einer neuen Untergruppe der Amischen führt.
Diese Gemeindeautonomie führt dazu, dass es eine sehr große Zahl verschiedener lokaler Ordnungen gibt. Gemeinden mit ähnlicher Ordnung und meist gemeinsamer Geschichte bilden Gemeindebünde (englisch: affiliations), innerhalb derer Prediger und Gemeindemitglieder die jeweiligen Ortsgemeinden frei wechseln können. Gemeinden, die ihre Ordnung zu sehr ändern, indem sie beispielsweise den Besitz von Autos zulassen, werden nicht mehr als zu den Amischen alter Ordnung zugehörig betrachtet.

### Gemeindeleitung
Die Gemeindeleitung liegt in den Händen von Männern, die in einem Verfahren aus Wahl und Los bestimmt werden. Üblicherweise hat eine amische Gemeinde etwa 150 Mitglieder, einen Bischof (völliger Diener), zwei Prediger (Diener zum Buch) und einen Diakon (Armendiener). Um ein solches Amt zu besetzen, gibt es eine Wahl, bei der jedes Gemeindemitglied einen Mann benennen kann, den er oder sie für fähig hält. Die Namen aller, die eine Mindeststimmenzahl erhalten haben, kommen in ein Los, aus dem dann der Name des neuen Amtsträgers gezogen wird. Auf diese Weise bestimmte Männer können das Amt nicht ablehnen und sind auf Lebenszeit bestellt. Sie erhalten für ihr Amt weder eine Bezahlung noch eine besondere Ausbildung. Viele beten, dass das Los an ihnen vorbeigehen möge.

### Gottesdienst und Sonntagsaktivitäten
Die Amischen treffen sich alle zwei Wochen reihum zu einem Hausgottesdienst, mit wenigen Ausnahmen. Das Haus wird für diesen drei- bis vierstündigen Gottesdienst am Sonntag zugerüstet, zum Beispiel werden Zwischenwände verschoben, wird die große Wohnküchenstube freigeräumt, werden die Bänke hineingebracht oder wird etwa im Sommer in der Scheune Platz geschaffen oder ein Keller genutzt. Für die Bänke gibt es einen speziellen Wagen.
Am Sonntagmorgen kommen die Gläubigen mitsamt ihren Kindern und Säuglingen mit dem Dachwägle meist schon eine halbe bis eine Stunde vor Beginn des Gottesdienstes um neun Uhr zum Haus des sonntäglichen Gottesdienstbeherbergers und versammeln sich getrennt nach Geschlecht. Die Kutschen werden von den Männern angebunden, man geht in die Männerrunde und begrüßt sich reihum. Schließlich geht man in das Haus, legt die Hüte ab, setzt sich auf bestimmte Plätze, Männer und Frauen getrennt. Die Frauen haben die kleinsten Kinder bei sich, die auch teilweise unter den Bänken auf Decken schlafen, wenn sie müde werden.
Der Gottesdienst beginnt mit einem Lied aus dem ältesten täuferischen Gesangbuch Ausbund; es folgt das Loblied. Während dieses Liedersingens kommen die Prediger hinzu. Die Predigt beginnt mit dem sogenannten kleinen Teil, der nicht besondere Glaubensthesen betrifft, sondern einen Rundumriss durch das Alte und Neue Testament zieht. Danach folgt der Hauptteil, eine Predigt, die meist über eine Stunde dauert. Dazwischen gibt es eine Schriftlesung des Almosenpflegers. Insgesamt dauert die Predigt meist über zwei Stunden.
In manchen sehr konservativen amischen Gruppen wird noch in einer Art Singsang gepredigt, einer Vortragsweise, die auch in der katholischen Kirche bekannt ist und auch von etlichen Altkolonier-Mennoniten praktiziert wird. Die Lieder im Gottesdienst werden in extrem langsamem Tempo mit etlichen Noten auf einer Silbe gesungen. Traditionelle amische Gemeinden singen daher bis zu 25 Minuten an einem Lied mit zehn Strophen. Liberalere Amische singen schneller und sehr liberale, wie die Beachy-Amischen, gehen auch wegen des Sprachwechsels zu ganz anderen Liedern über. Amische singen ohne instrumentale Begleitung (a cappella), traditionelle Gruppen einstimmig, liberalere Gruppen, beispielsweise die Beachy-Amischen, meist vierstimmig.
Der Teil der Schrift, den der Almosenpfleger vorliest, gibt in gewisser Weise das Predigtthema vor. Dieser Schriftteil wurde bei der Versammlung der Gemeindeleiter in einem eigenen Raum, dem so genannten Abrat, ausgewählt. Man geht auch Vers für Vers den Schriftteil später durch, doch wird die ganze Predigt begleitet von Einfügungen aus erinnerten Bibelgeschichten, Verweisen auf das Verhältnis zur Welt draußen (dies ist eine Zentrallehre), auf die Notwendigkeit eines demütigen und einfachen Lebens und Weiteres. Die Predigt ist anders strukturiert als etwa in deutschen Freikirchen, in denen die Gläubigen mit einer Bibel in der Hand zu Querverweisnachschlägen aufgefordert werden, der Prediger diese auch nennt und in gewisser Weise Bibelstudium betrieben wird.
Nach dem Gottesdienst gehen zuerst die Männer hinaus, die Frauen bleiben drinnen und bereiten den Mittagsimbiss zu. Die Männer essen reihum zuerst, während die Frauen Wasser nachschenken, es geht in Gruppen hinaus und hinein zum Essen. Zuletzt essen die Frauen selbst und waschen ab. Der Gottesdienst dauert so bis in den frühen Nachmittag hinein. Danach fährt man entweder heim oder geht andere besuchen. Jugendliche gehen danach nicht selten zu sportlichen Veranstaltungen, die sie selbst gestalten, klassischerweise Volleyball.
Abends treffen sich dann alle Unverheirateten über 16 Jahre zu einem gemeinsamen Singen, meist von 20 bis 22 Uhr, im Hause der Familie, die den Gottesdienst beherbergt hat.
An den Sonntagen, an denen kein Gottesdienst stattfindet, werden traditionellerweise Freunde und Verwandte besucht, was oft auch mit einem Gottesdienstbesuch in einer anderen amischen Gemeinde, die gerade an diesem Sonntag Gottesdienst hat, verbunden wird.

### Häusliches religiöses Leben
Man lebt stark nach Glaubensprinzipien, privates Bibelstudium findet jedoch meist nicht statt, es gibt aber meistens häusliche Morgenandachten. Es wird aber jeden Tag aus der Bibel gelesen, beispielsweise beim Frühstück, abends liest man gemeinsam aus einem Gebetbuch. Hier variieren die Gebräuche der Familien deutlich. Indessen ist deutlich, dass eine private Sonntagsschule, ein tiefes schriftkundiges Studium, nicht stattfindet, davon wird auch abgeraten.

## Sichtbare Merkmale der amischen Kultur
Bis etwa zum Ende des 19. Jahrhunderts unterschieden sich die Amischen äußerlich nur wenig von der ländlichen Bauernbevölkerung ihrer Umgebung. Zwar war die Kleidung der Amischen schlichter und auch sonst verzichteten die Amischen auf jeden unnötigen Luxus, im Gebrauch von Technik gab es bis dahin jedoch kaum Unterschiede. Auch bei der Teilung in Amische alter Ordnung und Amish Mennonites war nicht die Technik, sondern waren andere Aspekte amischen Lebens der Grund für die Spaltung. Erst mit dem Aufkommen des Telefons und etwas später von Autos traten Fragen des Technikgebrauchs in den Mittelpunkt. Über den Gebrauch des Telefons bei den Amischen hat Diane Zimmerman Umble ein ganzes Buch geschrieben: Holding the Line. The Telephone in Old Order Mennonite and Amish Life.

### Telefon, Fernsehen und Internet
Gegen Ende des 19. Jahrhunderts zog langsam das Telefon in den USA auch in ländliche Gebiete ein. Da es zu Anfang keine Bestimmungen bezüglich des Telefons in der Ordnung gab, legten sich auch Mitglieder der Amischen alter Ordnung Telefone zu, was jedoch zu Spannungen in den Gemeinden führte. In den Jahren 1909/10 spaltete sich deswegen etwa ein Fünftel der Mitglieder der Amischen alter Ordnung im Lancaster County in Pennsylvania vom Rest ab und erlaubte ausdrücklich das Telefon und den Anschluss an das öffentliche Stromnetz. Diese Spaltung verhärtete die Einstellung der Konservativeren gegen das Telefon. Im Laufe der Zeit bildeten sich dann in anderen Gegenden ebenfalls Gruppen, die das Telefon und andere Neuerungen erlaubten. Diese Gruppen vereinigten sich später zu den Beachy-Amischen. Als dann in den 1950er Jahren langsam das Fernsehen ländliche Gebiete erreichte, wurde es so gut wie überall von Anfang an von den Amischen alter Ordnung verboten. Gleiches gilt für das Internet.
Während zwar die Installation eines Telefons im Hause verboten wurde, war jedoch die Benutzung von Telefonen an sich nicht verboten, was dazu führte, dass Amische bei dringendem Bedarf das Telefon von englischen Nachbarn benutzen. Auch die Benutzung öffentlicher Telefone blieb erlaubt, was dazu führte, dass oft in der Nähe amischer Häuser öffentliche Telefonhäuschen errichtet wurden. Da für das moderne Wirtschaftsleben das Telefon immer wichtiger wurde, erlaubten schließlich etliche amische Untergruppen die Installation von Telefonen in Scheunen oder anderen Geschäftsräumen, nicht zuletzt, um die englischen Nachbarn nicht zu sehr in Anspruch nehmen zu müssen. Nicht selten sind solche Scheunentelefone mit Anrufbeantwortern ausgerüstet, die der Besitzer einmal am Tag abhört, um dann zurückzurufen. Telefone in den Wohnhäusern sind nur bei den liberalsten Gruppen erlaubt. Insgesamt will man das Telefon möglichst an einen Ort verbannen, an dem es nicht das Leben dominieren kann. In Notfällen ist der Gebrauch des Telefons bei allen, auch den strengsten Gruppen erlaubt.
Mit dem Aufkommen von Handys und Smartphones erreichte eine weitere Herausforderung die Amischen alter Ordnung. Besonders Jugendliche, die der Ordnung noch nicht unterstehen, weil sie noch nicht getauft sind, schaffen sich Handys und Smartphones an, die sich auch relativ leicht verbergen lassen. Selbst unter getauften Erwachsenen hielten Smartphones mehr oder minder heimlich Einzug. Vor allem in der Frühzeit des Smartphones gab es noch keine Regeln der Ordnung bezüglich dieser neuen Technik.

### Fortbewegung

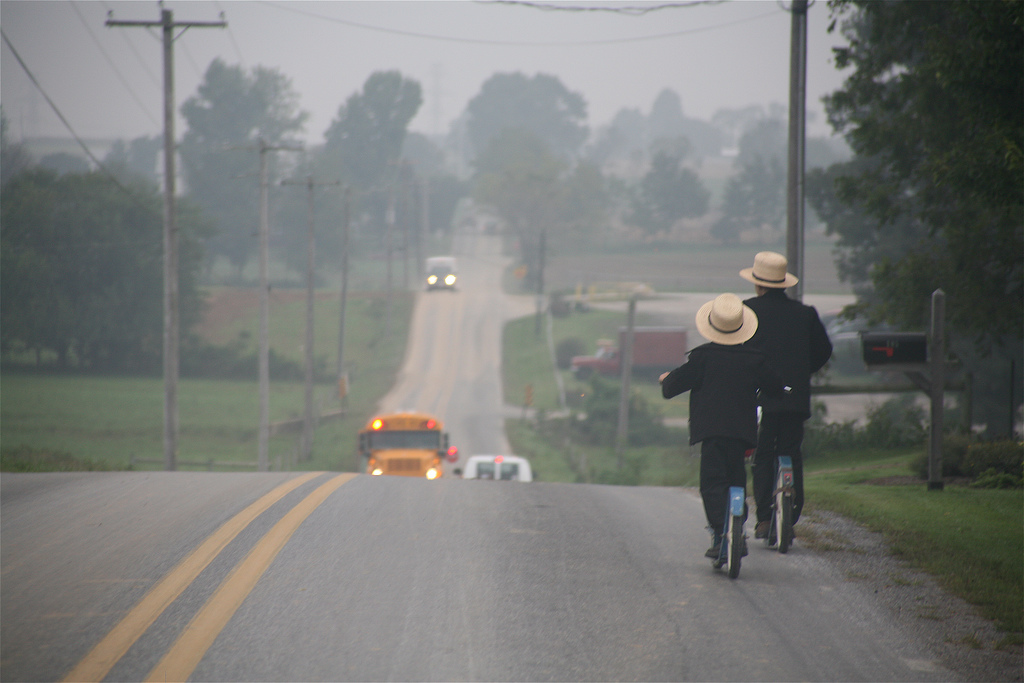
Amische in Pennsylvania benutzen statt Fahrrädern häufig Tretroller.

Die meisten Amischen alter Ordnung reagierten auf die zunehmende Verbreitung von Autos zwischen den beiden Weltkriegen mit einem Verbot. Diejenigen Amischen alter Ordnung, die den Besitz von Autos erlaubten, wurden zu Beachy-Amischen. Das Verbot erfolgte, weil das Auto automatische Mobilität bedeute und diese Mobilität den lokalen Gruppenzusammenhalt schwäche. Zudem wurde das Auto als unnötiges Statussymbol angesehen.
Verboten wurde jedoch nur der Besitz von Autos, nicht jedoch die Nutzung von Autos eines anderen. Ein radikales Nutzungsverbot außer in Notfällen besteht nur bei den Swartzentruber-Amischen und ähnlichen besonders konservativen Gruppen. Weil unter allen Amischen alter und neuer Ordnung der Besitz, jedoch nicht die Benutzung von Autos verboten ist, sind in allen amischen Siedlungsgebieten Taxidienste entstanden, die Amische gegen Bezahlung mit dem Auto befördern.
Im täglichen Leben werden Kutschen benutzt, die je nach Gruppe ein graues, schwarzes, gelbes, weißes oder braunes Verdeck haben. Die Räder sind entweder Stahlreifen oder haben Gummibereifung, je nach Untergruppe. Landwirtschaftliche Geräte werden ebenfalls von Pferden gezogen, auch wenn sie motorbetrieben sind. Traktoren werden von vielen Untergruppen eingesetzt, meist jedoch im stationären Betrieb, nur wenige Untergruppen erlauben den Einsatz von Traktoren als Zugmaschine zur Feldarbeit. An den Kutschen kann man auch sehen, dass Amische nicht grundsätzlich gegen technische Neuerungen sind: Ein großer Wagner stellte 2024 auch Kutschen mit hydraulischen Scheibenbremsen und Navis her.
Die Benutzung von Zügen und öffentlichen Bussen ist erlaubt, Flugreisen sind jedoch bei fast allen Untergruppen verboten. Fahrräder sind teilweise erlaubt, teilweise nicht, zum Beispiel sind sie in Lancaster County verboten. Relativ weit verbreitet, vor allem unter Kindern und Jugendlichen, sind Tretroller und Rollschuhe.

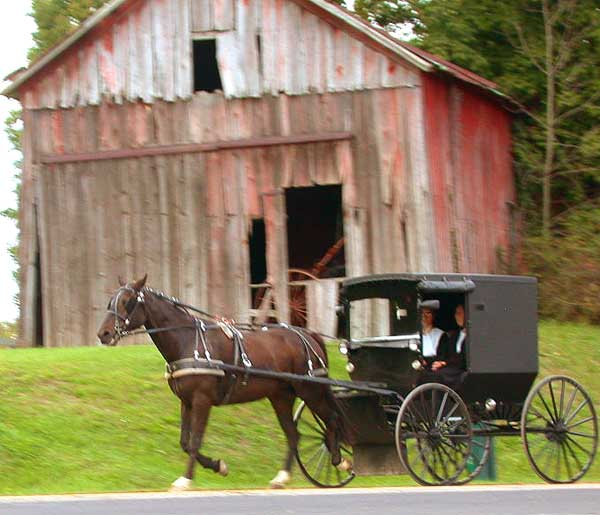
Amisches Paar im Pferdewagen (Dachwägle) im ländlichen Holmes County, Ohio (2004)

Im Laufe der Zeit hat sich eine Amish driver industry etabliert, ein Fahrdienst durch Englische, die Amische gegen Geld dorthin fahren, wo es mit der Kutsche nicht möglich ist, beispielsweise zu Hochzeiten und Beerdigungen in entfernten Siedlungen.

### Kleidung und Haartracht
Kleidung und Haartracht der Amischen bringen den amischen Glauben, vor allem die Demut, zum Ausdruck und sind zumeist einfach. Die Kleidung soll weder durch Schnitt noch Farbe die Aufmerksamkeit auf den Träger ziehen. Einigen Untergruppen sind Knöpfe an Mänteln nicht gestattet, nur Kleidernadeln oder Haken mit Ösen.
Die Männer tragen traditionell geschnittene Anzugjacken mit Stehkragen. Die Hosen haben keine Falten oder Hosenaufschläge. Gürtel werden nicht getragen, sondern Hosenträger. Vorn haben die Hosen eine klappenartige Öffnung, die man mit Knöpfen verschließt. Die amischen Hausfrauen schneidern Hosen aus Mischfaserstoffen, die aus Polyester, Baumwolle und Viskose bestehen. Diese Gewebe sind haltbarer als reine Baumwolle und daher für Arbeitskleidung besser geeignet.
Auch Hemden sind nicht aus reiner Baumwolle, sondern haben einen hohen Polyesteranteil, der das Waschen, Trocknen und Bügeln erleichtert, weniger Fäden zieht und weniger knittert.
Für die Kleidung wird einfarbiges Tuch in gedeckten Farben verwendet, wohingegen gemusterte Stoffe vermieden werden.
Früher wurde sämtliche Oberbekleidung von den Frauen selbst hergestellt. Heute gibt es Firmen, wie zum Beispiel Weaver’s Apparel, die sich auf die Herstellung von Kleidung für Amische spezialisiert haben. So müssen die Amischen nicht alle Kleider selbst herstellen. Das Gewicht der Stoffe ist von großer Bedeutung. Sie dürfen nicht zu schwer, aber auch nicht zu dünn sein. Es wird darauf geachtet, dass die Kleidung nicht zu eng anliegt und schön fällt.

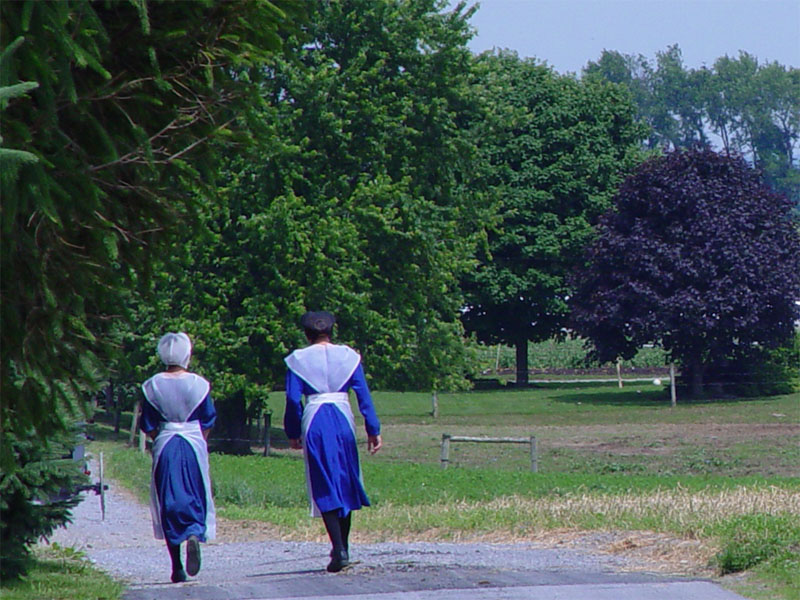
Frauen in einfarbigen Kleidern und weißen Schürzen

Die Frauen tragen traditionelle, einfarbige Kleider (meist gedeckte dunklere Farben, in liberaleren Gruppen auch Pastellfarben) mit langen Ärmeln und einer schwarzen, passenden, kontrastierenden oder weißen Schürze. Die Kleider sind niemals ärmellos, jedoch erlauben weniger konservative Gruppen kurze Ärmel. Die Schnittdetails und die Länge der Kleider werden durch die Kleiderordnung der jeweiligen Gemeinde vorgegeben. Die Länge variiert zwischen Knie- und Knöchellänge.
Strümpfe und Schuhe sind schwarz. Frauen tragen flaches Schuhwerk. Vor allem Kinder, aber teilweise auch Jugendliche und Erwachsene, vorwiegend Frauen, gehen während der Sommermonate oft bis permanent barfuß. In jüngerer Vergangenheit hat sich im Sommer das Tragen von Sandalen, Flip-Flops oder Clogs als Alternative zum Barfußgehen etabliert.
Die typische Kopfbedeckung der männlichen Amischen sind steife, breitkrempige Filzhüte. Die Breite der Krempe und die Form der Hutspitze variieren von Gruppe zu Gruppe. Je breiter die Krempe und je länger das Haupthaar, umso konservativer ist normalerweise eine amische Untergruppe. Die sehr konservativen Swartzentruber-Amischen haben wegen ihrer langen Haare den Spitznamen Knuddelwolle. Im Sommer tragen die meisten Männer Strohhüte.
Frauen tragen Häubchen, deren Größe und Art durch die Ordnung der jeweiligen Gruppe bestimmt wird. Eine amische Frau verlässt das Haus nicht ohne Kopfbedeckung. Schon im Teenageralter fangen die Mädchen an, die Häubchen zu tragen. In vielen Siedlungsgebieten werden weiße Häubchen getragen. Ledige Frauen bis zu ca. 40 Jahren tragen sonntags schwarze Häubchen.
Von verheirateten Männern wird das Tragen eines Bartes verlangt. Schnurrbärte hingegen sind fast überall verboten, da diese an das Militär erinnern. Die Form des Haarschnitts der Männer ist von der Untergruppe abhängig, normalerweise sind die Haare umso länger, je konservativer die Gruppe ist. Das Haar von Mädchen und Frauen wird niemals abgeschnitten; sie tragen die Haare aufgesteckt oder im Haarknoten unter einer Kopfbedeckung, die als Prayer cap bekannt ist. Jegliche Art von Schmuck und Verschönerung ist untersagt, dazu gehört auch das Tragen von Ringen und Make-up.

### Elektrizität und Kleingeräte
Amische Haushalte sind, mit Ausnahme einiger Gemeinden neuer Ordnung, nicht an das Elektrizitätsnetz angeschlossen, sondern verwenden gasbetriebene Lampen oder erzeugen für einige Geräte eigene Elektrizität, meistens mit Dieselgeneratoren. Batterien sind teilweise erlaubt, in vielen amischen Untergruppen wird zum Antrieb von Geräten und Werkzeugen Hydraulik oder Pneumatik (Pressluft) genutzt, die mit Dieselmotoren erzeugt wird. So gibt es in fast allen Untergruppen auf diese Weise motorgetriebene Waschmaschinen. Nach der Ordnung ist es verboten, sich vor der Kamera zum Fotografiertwerden zu präsentieren; nicht verboten ist es, das Fotografieren stillschweigend zuzulassen. Wenn sich ein Individuum heraushebt, wird das als mangelnde Demut angesehen und daher abgelehnt.

## Sozialisation

### Bildung

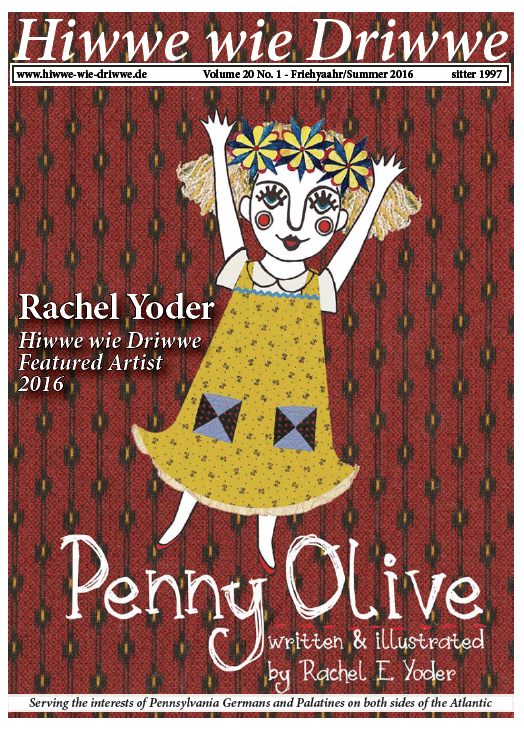
Zeitschrift in Pennsylvaniadeutsch

Bis in die Zeit nach dem Zweiten Weltkrieg gingen amische Kinder zusammen mit den meisten anderen Kindern in ländlichen Gebieten in kleine Ein-Raum-Schulen. Als man jedoch begann diese Ein-Raum-Schulen aufzulösen und größere Schulzentren einzurichten, zu denen die Kinder in Bussen gebracht wurden, begannen Amische ihre eigenen Schulen aufzubauen. Heute besuchen die Kinder der Amischen alter Ordnung zumeist keine öffentlichen Bildungseinrichtungen mehr, sondern gesonderte amische Schulen, in denen sie meist von jungen, unverheirateten amischen Frauen unterrichtet werden.
Diese selbstverwalteten Schulen, in denen Kinder verschiedener Klassen- und Leistungsstufen gemeinsam unterrichtet werden, verteilen sich über das Siedlungsgebiet und werden durch Schulgelder der Eltern finanziert – nicht durch die amerikanischen Schulbehörden. Religiöse Inhalte, die über Schulgebet und das Lesen von Bibeltexten hinausgehen, werden in amischen Schulen nicht vermittelt, da dies als Aufgabe der Familie angesehen wird.
Die eigenen Schulen erlauben die Kontrolle der Unterrichtsinhalte und sozialisieren die Kinder stärker in Richtung des späteren Beitritts zur eigenen Gruppe. Auch sind solche Schulen für den Erhalt des Pennsylvaniadeutschen wichtig, das alle Kinder in der Schule beherrschen. In diesen Schulen werden Lesen, Schreiben und Rechnen gelehrt, nicht aber Biologie (besonders nicht Sexualkunde), wissenschaftliche oder erdgeschichtliche Lehren oder gar die Evolutionstheorie.
Beim Wissen über die drei Rs (reading, writing, ’rithmetic = Lesen, Schreiben, Rechnen) können amische Schüler mit ihren amerikanischen Gleichaltrigen in öffentlichen Schulen mithalten. In amischen Schulen herrscht große Disziplin, vieles wird durch Stillarbeit erlernt. Auch Deutsch wird unterrichtet, wofür angepasstes Schulmaterial entwickelt wurde, damit die religiösen Texte gelesen werden können.
Das amische Schulwesen ist stark identitätsstiftend, sehen einige Soziologen in ihm sogar den größten Faktor für das Überleben der Amischen als eigene Gruppe, da Religion nicht durch wissenschaftliche Erkenntnisse in Beweisnot gerät und andere Lebensoptionen weder gezielt angesprochen noch gefördert werden. Ähnlich verhält es sich mit dem zunehmenden amerikanischen home-schooling, das ebenfalls zumeist auf religiöse Gründe zurückzuführen ist.

### Rumspringa – Jugendzeit bis zur Heirat

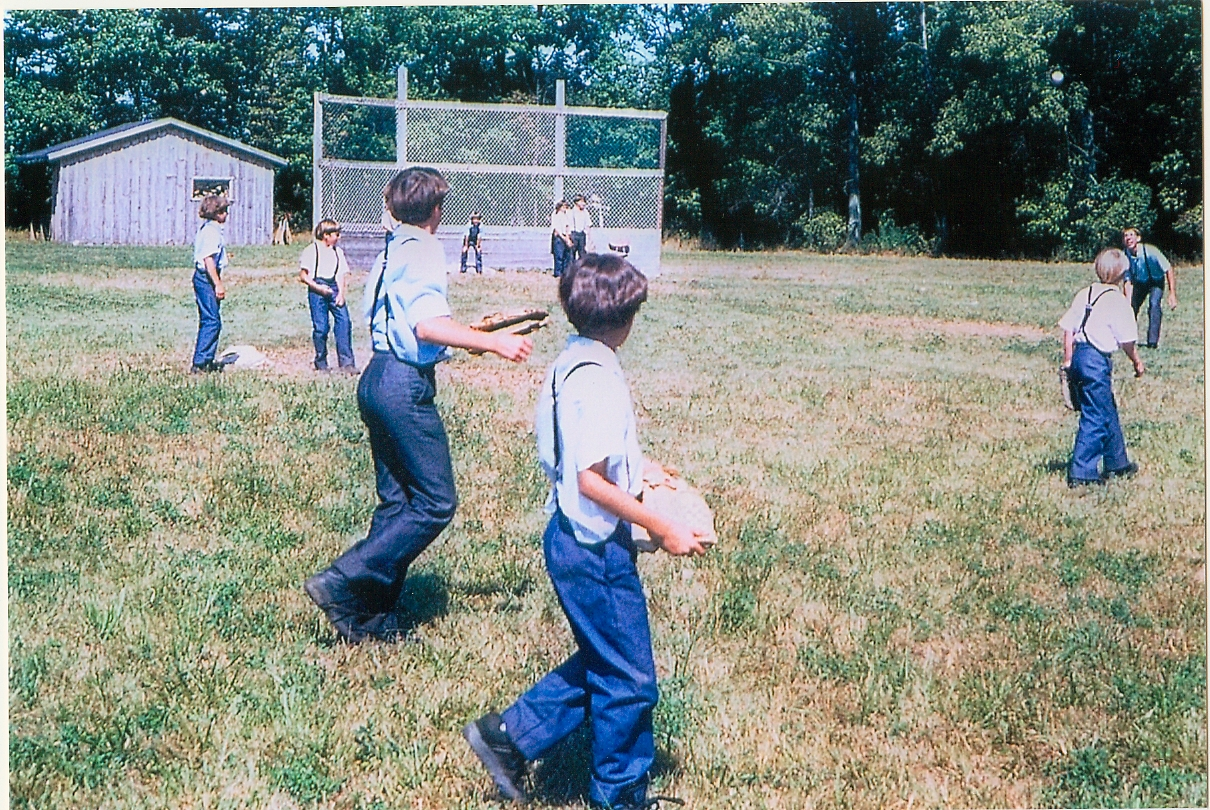
Amische Jungen beim Baseball

Die Zeit zwischen der Vollendung des 16. Lebensjahrs bis zum eventuellen Beitritt zur Gemeinde und zur Heirat ist als die Zeit des Rumspringa (Pennsylvaniadeutsch für Herumspringen) bekannt. In dieser Zeit wird davon ausgegangen, dass die Eltern keine volle Kontrolle mehr über ihre Kinder haben. Die Gemeinde hat ebenfalls keine Handhabe gegen Nichtmitglieder, so dass amische Jugendliche in dieser Zeit etliche Freiheiten haben, beispielsweise um ausgelassene Partys zu feiern.
Die Eltern sind meist nicht besonders glücklich über das wilde Treiben ihrer Kinder, vermeiden es aber weitgehend einzugreifen, um ihre Kinder nicht der Gemeinde ganz zu entfremden. Einige strengere Untergruppen haben jedoch genaue Regeln, bei welchen schweren Ausschweifungen die Eltern die Kinder des Elternhauses verweisen müssen. Das Vorkommen solcher schwereren Ausschweifungen ist aber weitgehend auf wenige große amische Siedlungen beschränkt. In den kleineren Siedlungen gibt es nicht genügend Jugendliche, um ganz wilde Jugendgruppen zu bilden, weil die meisten Jugendlichen es doch nicht ganz so wild treiben.
In den größeren Siedlungen mit vielen Dutzenden oder sogar hunderten von Jugendlichen im Rumspringa-Alter bilden die Jungen Gruppen von mehreren Dutzend bis zu 200 Mitgliedern. Diese buddy bunch (deutsch etwa Kumpel-Haufen) genannten Gruppen bilden ein Spektrum von relativ konservativen Jungen, die weiterhin amische Kleidung tragen und Kutsche fahren, bis hin zu sehr wilden Gruppen autofahrender Jugendlicher in modischer Kleidung, die exzessive Partys mit viel Alkohol und nicht selten Drogenkonsum feiern. Die Mädchen schließen sich den Gruppen ihrer Freunde oder Brüder an.
Der Dokumentarfilm Devil’s Playground von Lucy Walker befasst sich mit der Erscheinung Rumspringa in den großen amischen Siedlungen in Nord-Indiana. Vor allem durch diesen Film wurde das Phänomen Rumspringa weiteren Kreisen bekannt. In diesem Film werden Jugendliche begleitet, die eine extrem wilde Form vom Rumspringa praktizieren, die nicht nur Alkoholexzesse, sondern auch Drogenkonsum und Konflikte mit der Polizei umfasst.
Mädchen sind in der Rumspringa-Zeit meist wesentlich zurückhaltender als die Jungen, so tragen fast alle Mädchen während dieser Zeit ihre traditionelle amische Kleidung, während viele amische Jungen in dieser Zeit mehr oder minder modische Kleidung der Mehrheitsgesellschaft tragen. Auch erwerben die meisten amischen Jungen den Führerschein und nicht wenige besitzen in dieser Zeit ein Auto.
Die Tradition der Amischen erlaubt eine gewisse, begrenzte Freiheit für junge unverheiratete Paare, zu der bei traditionellen Gruppen auch das sogenannte Bundling gehört, bei dem das verliebte Paar ein Bett teilen darf, ohne jedoch völlig unbekleidet zu sein. Ebenfalls erlaubt ist das gemeinsame Sitzen auf einem Schaukelstuhl, wobei das Mädchen auf dem Schoß des Jungen sitzt. Allgemein wird jedoch Geschlechtsverkehr vor der Ehe als Makel empfunden.
Die meisten Jugendlichen entscheiden sich nach der Zeit des Rumspringa für das Leben als Amische. Durch die Gläubigentaufe werden sie Mitglieder der Gemeinde und erkennen deren Regeln an. Dies bedeutet auch, dass von nun an Vergehen geahndet werden, im Extremfall mit Bann und Meidung. Eine Rückkehr nach glaubhafter Reue ist jedoch auch nach schwersten Vergehen möglich.

### Erwerbsleben

Lancaster County, Pennsylvania, 1941: Ein amischer Vater stellt ein Pferdegeschirr her, sein Sohn sieht bei der Arbeit zu

Nach ihrer Schulzeit arbeiteten die amischen Jugendlichen früher meistens auf der Farm ihrer Familie, bis sie heirateten. Sie übernahmen mit Hilfe der Eltern eine eigene Bauerei oder blieben in der Landwirtschaft.
Heute hat sich das berufliche Spektrum der Amischen erweitert, da es nicht mehr genügend Farmen zu kaufen gibt und diese teilweise extrem teuer wurden, etwa in den alten Siedlungsgebieten, die stark vom Tourismus frequentiert werden, und in denen die Amischen mit Bauspekulanten und Hinzuziehenden um den vorhandenen erwerbbaren Boden in Konkurrenz treten.
Früher war man bei nicht vorhandenen Kaufmöglichkeiten von Farmen in andere Gebiete ausgewandert, so dass sich die Verbreitung der Amischen auf mehr und mehr Staaten erstreckte. Dies findet heute auch noch statt, allerdings ist diese Tendenz in den großen Siedlungen stark abnehmend. Die Amischen gelten in diesen Gebieten als sehr bodenverhaftet und wollen am heimatlichen Ort bleiben. Somit wich man zuerst in landwirtschaftsnahe Berufe aus, in denen eine Nische zu finden war, und erweiterte diese zunehmend bis zum Klein- und Großkaufmannswesen. Berufe wie Maurer, Schreiner, Holzwerker etc. werden nun vielfach durch Amische besetzt, sie arbeiten in so genannten construction crews, sind oftmals auf Montage. Daneben wächst die Schicht amischer Geschäftsleute, entweder im produzierenden Gewerbe oder im reinen Handel. Die Amischen sind als hervorragende Schreiner und Zimmerleute berühmt. In Elkhart (Indiana) entstand so das Zentrum des Wohnmobilbaus in den USA. Ein weiterer Erwerbszweig sind die Amisch-Möbel (Amish furniture), Massivholzmöbel im traditionellen Stil. Ab den 1920er Jahren wurden diese Möbel beliebt wegen ihrer Qualität und der Schlichtheit ihres Designs. Sie werden handwerklich hergestellt, heute meist im Mission oder Shaker Stil, Mission ist etwas modernen mit klaren Linien, Shaker traditioneller.
Die Gründung neuer Siedlungen erfolgt auf Privatinitiative. Meist sucht eine Gruppe aus mehreren Familien preiswertes Land, das nicht allzu weit von einer nicht allzu großen Stadt entfernt ist, in der wichtige Dinge erledigt werden können, vom Besuch von Ärzten über Geschäfte, die Dinge verkaufen, die die Amischen nicht selbst herstellen, bis zu Märkten für ihre Produkte.
Amische, die heutzutage aus den bestehenden Siedlungsgebieten aussiedeln und woanders nach preiswertem Land suchen, bringen meistens entweder eine sehr starke Bindung an die Landwirtschaft mit oder wollen den liberalisierenden Tendenzen in den großen Siedlungen entfliehen, woanders unter einer strengeren, nach ihrem Ermessen gottgemäßeren Ordnung, in stärkerem Maße abgesondert von der Welt leben. So kann das konservative Element vermehrt aussiedeln.
Nicht alle amischen Neusiedlungen sind erfolgreich. In dem Buch Amish Settlements that Failed sind an die hundert Siedlungen aufgelistet und beschrieben, die nicht erfolgreich waren. Dabei gibt es sogar amische Siedler, die mehrfach in neue Siedlungen zogen.
Das ausgeweitete berufliche Spektrum wird durchaus kritisch und positiv gesehen. Einerseits verschafft es Amischen mehr und mehr Möglichkeiten, in ihrer Parallelgesellschaft zu verbleiben und dort ihre Einkäufe und Reparaturbedürfnisse zu befriedigen, ohne viel Weltkontakt zu haben. So wird dies noch positiv bewertet in „The Riddle of Amish Culture“, andererseits gibt es mittlerweile eine amische lunch bag-culture, in der der Vater morgens aus dem Hause geht, abends oder (bei Montagearbeiten) sogar erst Tage später nach Hause zurückkehrt und sein familiäres Leben und seine Einflussmöglichkeiten abnehmen (z. B. dem Sohn direkt ein Handwerk zu vermitteln). Darüber hinaus sind die vermehrt außerhalb Arbeitenden und die Geschäftsleute einem hohen Einfluss der Außenwelt ausgesetzt, was durchaus ihre Sichtweise der Welt positiv beeinflusst, aber wohl auch das Gemeinschaftsgefühl und -leben auf einer überlieferten Grundlage gefährdet.

## Untergruppen
Die Amischen alter und neuer Ordnung sind zwar durch ihren Glauben, ihre Kultur und ihre Traditionen, ihre Sprache und vielfältige Verwandtschaftsbeziehungen verbunden, sie stellen jedoch keineswegs eine einheitliche Gruppe dar, sondern zerfallen in mehr als 40 Untergruppen. Diese Untergruppen bildeten sich zuerst aufgrund geographischer Gegebenheiten, das heißt in verschiedenen Gegenden bildeten sich eigene Untergruppen. Die drei größten Gruppen sind heute die Untergruppe der aus dem Lancaster County in Pennsylvania stammenden Amischen, die aus dem Holmes County und Umgebung in Ohio stammenden und die aus den Counties Elkhart und Lagrange in Indiana stammenden.
Mit der zweiten Einwanderungswelle von Amischen im 19. Jahrhundert bildeten sich Untergruppen aufgrund unterschiedlicher, gegenseitig kaum verständlicher Dialekte. So bilden die Berndeutsch-sprechenden und die Elsässisch-sprechenden Amischen eigene Untergruppen. Seit Mitte des 19. Jahrhunderts bildeten sich auch eigene Untergruppen aufgrund von unterschiedlichen Lebensauffassungen, wobei sich meistens konservative Gruppen abspalteten. So spalteten sich die Beiler-Amischen 1849 ab, die Renno-Amischen 1863 und die Nebraska-Amischen 1881. In der Zeit des Ersten Weltkrieges bildeten sich dann die beiden größten extrem konservativen Untergruppen, die Swartzentruber-Amischen in Ohio und die Buchanan-Amischen in Iowa.
In den 1920er Jahren trennten sich dann die Beachy-Amischen in der Auseinandersetzung über die Frage, ob der Besitz von Autos erlaubt sein soll, von den Amischen alter Ordnung. Die Beachy-Amischen haben jedoch, außer der Kleidung und dem Namen, so gut wie alle amischen Besonderheiten verloren. In den 1960er Jahren entstanden dann die Amischen neuer Ordnung, die sowohl eine stärker evangelikale Spiritualität als auch mehr moderne Technik wollten. Die Amischen neuer Ordnung halten im Gegensatz zu den Beachy-Amischen an der deutschen Sprache und an Pferdekutschen fest.
Amische Untergruppen unterscheiden sich nicht nur, was den Gebrauch moderner Technik angeht, sondern auch in der Strenge von Bann und Meidung, in ihrer Spiritualität (mehr oder weniger evangelikal), in der Ablehnung großer Siedlungen sowie in der Kinderzahl und in der Rate der Jugendlichen, die in die amische Gemeinschaft eintreten, wobei sowohl die Kinderzahl als auch die sogenannte retention rate normalerweise umso größer ist, je konservativer die Untergruppe ist, was dazu führt, dass die konservativsten sehr schnell wachsen, die liberalsten, das heißt vor allem die Amischen neuer Ordnung nur sehr langsam wachsen, stagnieren oder sogar schrumpfen (Amische neuer Ordnung mit Elektrizität).
Donald Kraybill, Karen M. Johnson-Weiner und Steven Nolt listen in ihrem Buch The Amish aus dem Jahre 2011 die folgenden Gemeindebünde, geordnet nach der Zahl der Distrikte, auf:
| Gemeindebund                  | Entstehungs- datum | Ursprungs- staat | Staaten | Sied- lungen | Kirchen distrikte |
| ----------------------------- | ------------------ | ---------------- | ------- | ------------ | ----------------- |
| Lancaster                     | 1760               | Pennsylvania     | 8       | 37           | 291               |
| Elkhart-LaGrange              | 1841               | Indiana          | 3       | 9            | 177               |
| Holmes Old Order              | 1808               | Ohio             | 1       | 2            | 147               |
| Buchanan                      | 1914               | Indiana          | 19      | 67           | 140               |
| Geauga I                      | 1886               | Ohio             | 6       | 11           | 113               |
| Swartzentruber                | 1913               | Ohio             | 15      | 43           | 119               |
| Geauga II                     | 1962               | Ohio             | 4       | 27           | 99                |
| Schweizer (Adams)             | 1850               | Indiana          | 5       | 15           | 86                |
| Troyer                        | 1931               | Ohio             | 6       | 17           | 53                |
| Schweizer (Allen)             | 1852               | Indiana          | 7       | 17           | 46                |
| Dover, Delaware               | 1915               | Delaware         | 10      | 16           | 42                |
| Andy Weaver Amish             | 1955               | Ohio             | 1       | 4            | 40                |
| Nappanee, Indiana             | 1841               | Indiana          | 1       | 1            | 37                |
| New Order ohne Elektrizität   | 1967               | Ohio             | 7       | 13           | 35                |
| Arthur, Illinois              | 1864               | Illinois         | 2       | 4            | 31                |
| New Wilmington, Pennsylvania  | 1847               | Pennsylvania     | 2       | 6            | 28                |
| Daviess County, Indiana       | 1868               | Indiana          | 1       | 1            | 26                |
| Kenton, Ohio                  | 1953               | Indiana          | 6       | 13           | 25                |
| Ashland County, Ohio          | 1954               | Ohio             | 6       | 9            | 23                |
| Jamesport/Bloomfield          | 1953               | Missouri         | 3       | 5            | 20                |
| Michigan Churches             | 1970               | Michigan         | 3       | 15           | 20                |
| Nebraska                      | 1881               | Pennsylvania     | 2       | 5            | 19                |
| Renno                         | 1863               | Pennsylvania     | 2       | 4            | 19                |
| New Order mit Elektrizität    | 1972               | Pennsylvania     | 6       | 16           | 17                |
| Fredericktown                 | 1972               | Ohio             | 2       | 4            | 15                |
| Kalona, Iowa                  | 1846               | Iowa             | 1       | 3            | 13                |
| Kansas/Oklahoma               | 1883               | Kansas           | 3       | 6            | 12                |
| Milverton, Ontario            | 1824               | Ontario          | 1       | 4            | 12                |
| Missouri/Illinois             | 1960               | Missouri         | 2       | 9            | 11                |
| Somerset County, Pennsylvania | 1772               | Pennsylvania     | 3       | 6            | 10                |
| Tobe Hostetler                | 1940               | Ohio             | 1       | 4            | 10                |
| Milroy/West Union             | 1969               | Indiana          | 3       | 3            | 9                 |
| Guys Mills/Fredonia           | 1972               | Pennsylvania     | 2       | 4            | 7                 |
| Aylmer, Ontario               | 1953               | Ontario          | 1       | 3            | 5                 |
| Byler                         | 1849               | Pennsylvania     | 2       | 1            | 5                 |
| New Order-Tobe                | 1967               | Ohio             | 1       | 1            | 5                 |
| Abe Miller                    | 1970               | Tennessee        | 2       | 3            | 4                 |
| New Order Fellowship          | 1983               | Ohio             | 3       | 4            | 4                 |
| Turbotville                   | 1970               | Pennsylvania     | 1       | 1            | 3                 |
| Kokomo, Indiana               | 1848               | Indiana          | 1       | 1            | 2                 |
| Zwischensumme                 | n/a                | n/a              |         | 410          | 1.780             |
| Unklassifiziert               | n/a                | n/a              |         |              | 133               |
| Summe                         | n/a                | n/a              |         |              | 1.913             |

### Unterschiede im Technikgebrauch
Die Akzeptanz technischer Errungenschaften variiert von Gruppe zu Gruppe. Über eine Annahme oder Nutzung kann folgendermaßen entschieden werden: Sie wird ohne weiteres Aufsehen von der Gruppe akzeptiert, indem einer nach dem anderen ohne Widerspruch sich diese Neuerung zulegt; sie kann jedoch später, sollte Widerspruch aufkommen, verboten werden. Oder sie wird mit einem einstimmigen Gemeindebeschluss offiziell erlaubt. Bei von vornherein sinnlos oder gar gefährlich scheinenden Neuerungen, z. B. dem Fernsehen, kann eine Nutzung sofort verboten werden, ohne dass sie erst Eingang in die Gemeinschaft gefunden haben.
Die vergleichsweise große Bandbreite in den beiden Untergruppen Elkhart-LaGrange und Schweizer Amische aus dem Adams County in Indiana rührt daher, dass es in diesen Gruppen kaum zu Spaltungen kam, sondern der unterschiedliche Technikgebrauch in verschiedenen Gemeindedistrikten geduldet wird. Obwohl die aus dem Lancaster County in Pennsylvania stammende Untergruppe oft als die Muster-Amischen angesehen wird und sie zusammen mit den Untergruppen aus dem Holmes County und Elkhart/LaGrange den amischen Mainstream bilden, gehören sie doch zu den liberalsten Gruppen, was den Technikgebrauch angeht.
| Untergruppe                   | Traktor zur Feldarbeit | Bodenfräse | Motorrasenmäher | Propangas | Melkmaschine | Milchkühltank | Kühlschrank | Ballenpresse | Stationärer Traktor | Badewanne mit fließend Wasser | Innentoilette mit Spülung | Pneumatische Werkzeuge | Motorsäge | Gaslampe | Waschmaschine |
| ----------------------------- | ---------------------- | ---------- | --------------- | --------- | ------------ | ------------- | ----------- | ------------ | ------------------- | ----------------------------- | ------------------------- | ---------------------- | --------- | -------- | ------------- |
| Prozentsatz des Gebrauchs     | 6                      | 20         | 25              | 30        | 35           | 35            | 40          | 50           | 70                  | 70                            | 70                        | 70                     | 75        | 90       | 97            |
| Schweizer Amische (Adams)     | nein                   | nein       | Einige          | nein      | nein         | nein          | nein        | nein         | nein                | nein                          | Einige                    | Einige                 | Einige    | Einige   | Einige        |
| Swartzentruber                | nein                   | nein       | nein            | nein      | nein         | nein          | nein        | nein         | nein                | nein                          | nein                      | Einige                 | nein      | nein     | ja            |
| Nebraska                      | nein                   | nein       | nein            | nein      | nein         | nein          | nein        | Einige       | nein                | nein                          | nein                      | nein                   | Einige    | nein     | ja            |
| Buchanan                      | nein                   | nein       | nein            | nein      | nein         | nein          | nein        | nein         | nein                | nein                          | nein                      | Einige                 | nein      | ja       | ja            |
| Milverton, Ontario            | nein                   | nein       | nein            | nein      | ja           | nein          | nein        | nein         | nein                | nein                          | nein                      | ja                     | ja        | ja       | ja            |
| Dover, Delaware               | nein                   | nein       | nein            | nein      | nein         | nein          | nein        | nein         | ja                  | ja                            | ja                        | ja                     | ja        | ja       | ja            |
| Andy Weaver                   | nein                   | nein       | nein            | nein*     | nein         | nein          | nein        | nein         | ja                  | ja                            | ja                        | ja                     | ja        | ja       | ja            |
| Aylmer, Ontario               | nein                   | nein       | ja              | nein      | nein         | ja            | nein        | nein         | ja                  | ja                            | ja                        | ja                     | ja        | ja       | ja            |
| Geauga I                      | nein                   | nein       | nein            | nein      | nein         | nein          | nein        | Einige       | ja                  | ja                            | ja                        | ja                     | ja        | ja       | ja            |
| Elkhart-LaGrange              | nein                   | Einige     | Einige          | Einige    | Einige       | Einige        | Einige      | Einige       | ja                  | ja                            | ja                        | ja                     | ja        | ja       | ja            |
| Holmes Old Order              | nein                   | Einige     | Einige          | nein *    | nein         | nein          | Einige      | ja           | ja                  | ja                            | ja                        | ja                     | ja        | ja       | ja            |
| Renno                         | nein                   | nein       | nein            | nein      | nein         | Einige        | Einige      | ja           | ja                  | ja                            | ja                        | ja                     | ja        | ja       | ja            |
| Lancaster                     | nein                   | nein       | Einige          | ja        | ja           | ja            | ja          | ja           | ja                  | ja                            | ja                        | ja                     | ja        | ja       | ja            |
| Nappanee                      | nein                   | ja         | ja              | ja        | ja           | ja            | ja          | ja           | ja                  | ja                            | ja                        | ja                     | ja        | ja       | ja            |
| Arthur, Illinois              | nein                   | ja         | ja              | ja        | ja           | ja            | ja          | ja           | ja                  | ja                            | ja                        | ja                     | ja        | ja       | ja            |
| New Order ohne Elektrizität   | nein                   | ja         | ja              | ja        | ja           | ja            | ja          | ja           | ja                  | ja                            | ja                        | ja                     | ja        | ja       | ja            |
| Somerset County, Pennsylvania | ja                     | ja         | ja              | ja        | ja           | ja            | ja          | ja           | ja                  | ja                            | ja                        | ja                     | ja        | ja       | ja            |
| Kalona, Iowa                  | ja                     | ja         | ja              | ja        | ja           | ja            | ja          | ja           | ja                  | ja                            | ja                        | ja                     | ja        | ja       | ja            |

### Sprache
Die meisten Amischen alter Ordnung sind dreisprachig. Untereinander sprechen sie alle einen deutschen Dialekt, das sogenannte Pennsylvaniadeutsch, in einigen Countys Indianas auch Schweizerdeutsch, genauer eine Form des Berndeutschen im Adams County, sowie niederalemannisches Elsässisch im Allen County sowie in den Tochtersiedlungen dieser beiden Countys.
Pennsylvaniadeutsch war früher die Alltagssprache des gesamten südöstlichen Pennsylvanias und umfasste rund 800.000 Personen bis etwa zur Mitte des 20. Jahrhunderts, danach assimilierten sich die meisten sprachlich, und nur die konservativen Amischen und Mennoniten alter Ordnung blieben dem Pennsylvaniadeutsch als Umgangssprache untereinander treu. Damit wurde die Sprache auch Abgrenzungsmittel zur Welt der Englischen.
Die wenigen erhaltenen Berndeutsch (Eigenbezeichnung: „Shwitzer“) und Elsässisch sprechenden amischen Gemeinden stammen aus Einwanderungsschüben im 19. Jahrhundert aus dem Kanton Bern (via Freigrafschaft Burgund) beziehungsweise aus dem Elsass und siedelten sich in Indiana in eigenen Gemeinden an. Gruppen dieser späten Einwanderer, die sich in gemischten Siedlungen mit Pennsylvaniadeutsch-Sprechenden niederließen, wurden von Letzteren assimiliert. Diese späten Einwanderer unterscheiden sich auch hinsichtlich ihrer Gemeindeordnungen von Gruppen, die schon vorher in Amerika ansässig waren.
Während des Gottesdienstes benutzen Amische ein stark dialektal gefärbtes, gemischtes Hochdeutsch, welches auch englische Lehnwörter enthält. Die englische Sprache gebrauchen Amische vor allem, um mit der Außenwelt zu kommunizieren.

## Gesundheit

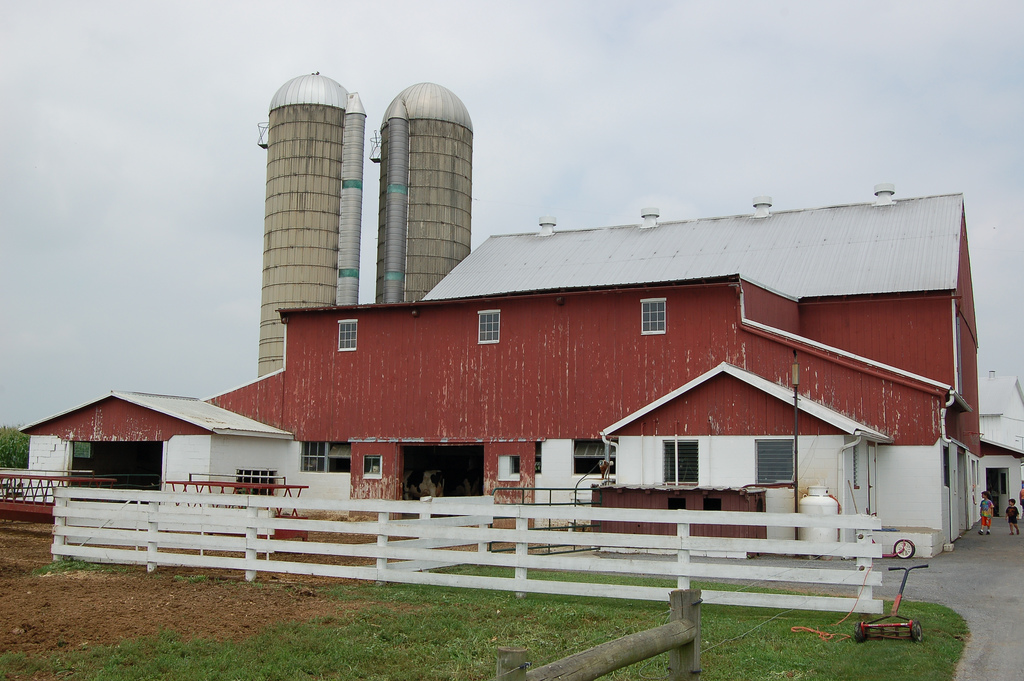
Eine amische Farm in Pennsylvania

Die Amischen schließen prinzipiell keine Versicherungen ab. Auch von der unter dem US-amerikanischen Präsidenten Barack Obama eingeführten Krankenversicherungspflicht wurden die Amischen 2012 ausgenommen. Anfallende Gesundheitskosten werden ausschließlich durch Spenden der Amischen untereinander getragen. In der Regel ist es zunächst die Familie, die für die Gesundheitskosten eines Familienmitgliedes aufzukommen bemüht ist. Werden diese zu hoch, wird das Anliegen dem Diakon der Gemeinde vorgetragen. Dieser verkündet die anstehenden Kosten an einem Sonntag öffentlich und sammelt in der nächstfolgenden Woche die Spenden ein. Reicht dies noch immer nicht, werden eventuell Nachbargemeinden angesprochen. Nachbarliche Hilfe geschieht nicht nur durch Geld, sondern besonders durch emotionale Unterstützung. Bisher hat diese Form der Subsidiarität gut funktioniert. Mittlerweile haben sich aber auch amische Selbsthilfeorganisationen wie Amish Aid gegründet, um beispielsweise Krankenkosten, die ein enormes Maß erreichen, zu decken.
Unter den plain-people-Gruppen (dazu gehören auch ähnlich konservativ ausgerichtete Mennoniten- und Brüdergemeinden) hat sich das Powwowing oder der Gang zum Brauchdoktor noch immer teilweise erhalten. Aus dem alten Europa mitgenommen, gibt es noch immer Heilpraktiker, die mit Hilfe von Gebeten, dem Wegsprechen und überlieferten Heilrezepten Patienten behandeln. Dies findet aber im Verborgenen statt und ist heute fast ausgestorben. Daneben nutzen die Amischen die homöopathischen Heilverfahren.
Allerdings gibt es unter den Amischen verschiedene, doch auffällig auftretende erbliche Gendefekte. Da fast alle modernen Amischen von wenigen Gründerfamilien (es gibt insgesamt nur um die 130 amische Nachnamen, und in den verschiedenen Siedlungen tritt davon nur eine bestimmte Menge auf) aus dem 18. Jahrhundert abstammen, treten durch die Fortpflanzung untereinander viele mitgetragene, rezessive Gendefekte auf, das heißt, gleiche Erbträger (Konduktoren) zeugen gemeinsame Kinder, bei denen Erbkrankheiten, die durch die Fortpflanzung Nichtverwandter meist unterdrückt blieben, nun manifest werden.
Die enge Verwandtschaft innerhalb der Amischen erhöht die Wahrscheinlichkeit, dass zwei Träger des gleichen Gendefekts Kinder bekommen, die dann mit Behinderungen geboren werden. Dieser Gründereffekt hilft Genforschern, die genetische Ursache für diese sonst seltenen Erbkrankheiten zu finden. Einige dieser Störungen sind sehr selten, wie etwa die Hirschsprung-Krankheit, oder sogar einzigartig und gravierend genug, um die relative Sterblichkeitsrate unter amischen Kindern zu erhöhen. Die Mehrheit der Amischen akzeptiert dies als Gottes Wille und kümmert sich integrierend um diese kranken Menschen. Die Säuglingssterblichkeit der Amischen insgesamt ist jedoch weder höher noch geringer als in der nicht-amischen ländlichen Bevölkerung der Region.
Da die Amischen fast nur untereinander heiraten und dies zumeist nur innerhalb der eigenen Siedlung, stellen sie wie einige europäische Gebirgstäler für Genforscher eine Möglichkeit zur Forschung über genetische Krankheiten dar. Viele Erkenntnisse über Erbkrankheiten sind daher gewonnen worden, doch hat dies nicht unbedingt Auswirkungen auf ihr Heiratsverhalten, denn dieses bedingt innerhalb der eigenen Gruppe zu heiraten (auch außerhalb der Siedlungen, solange andere Gemeinden mit ihnen in fellowship sind und es im Herrn bleibt). Dem wachsenden Bewusstsein unter den Amischen, dass Exogamie genetischen Krankheiten vorbeugen kann, stehen nach wie vor einengende Heiratsvorschriften gegenüber. Wo sich Erkrankungen auf eine Gemeinde oder eine Siedlung beschränken, kann das bedeuten, dass an anderen Orten die Inzucht noch nicht so ausgeprägt ist. Im Zeitalter der wachsenden Mobilität werden auch Autofahrten zum Verwandtenbesuch in anderen Siedlungen organisiert. Allerdings erschwert auch hier die räumliche Distanz dauerhaften Kontakt. Generell wählen amische Jugendliche ihre Ehepartner noch immer zumeist in der nächsten Umgebung, aus der nahen Peer group, die zu den gleichen Singings geht.
Dass die Amischen auf nur wenige Gründerfamilien zurückgehen und fast nur untereinander heiraten, hat nicht nur negative Auswirkungen. Auch positive Genmutationen werden so in der Gemeinschaft angehäuft. Forscher entdeckten beispielsweise ein mutiertes Gen unter den Amischen in Indiana, das den Trägern ein im Durchschnitt um zehn Jahre längeres Leben bei besserer Gesundheit beschert.
Unter den Amischen ist es durch die Gemeindeordnung verboten, Cousins und Cousinen zu heiraten. Erst deren Kinder könnten dies tun, dadurch sind sie erst durch dieselben Urgroßeltern verwandt. Einige Siedlungen sind zudem miteinander völlig unverwandt, so beispielsweise die Gründerfamilien der Lancaster-County-Amischen mit den Gründern der Perth-County-Amischen-Siedlung in Kanada. Räumliche Distanz und teilweise unterschiedliche Glaubensvorstellungen (eine andere Gemeindeordnung erlaubt keine Heirat untereinander) lassen aber diese exogame Heiratsmöglichkeit innerhalb der amischen Gruppen nicht zu.

## Bevölkerungszahl und Verbreitung

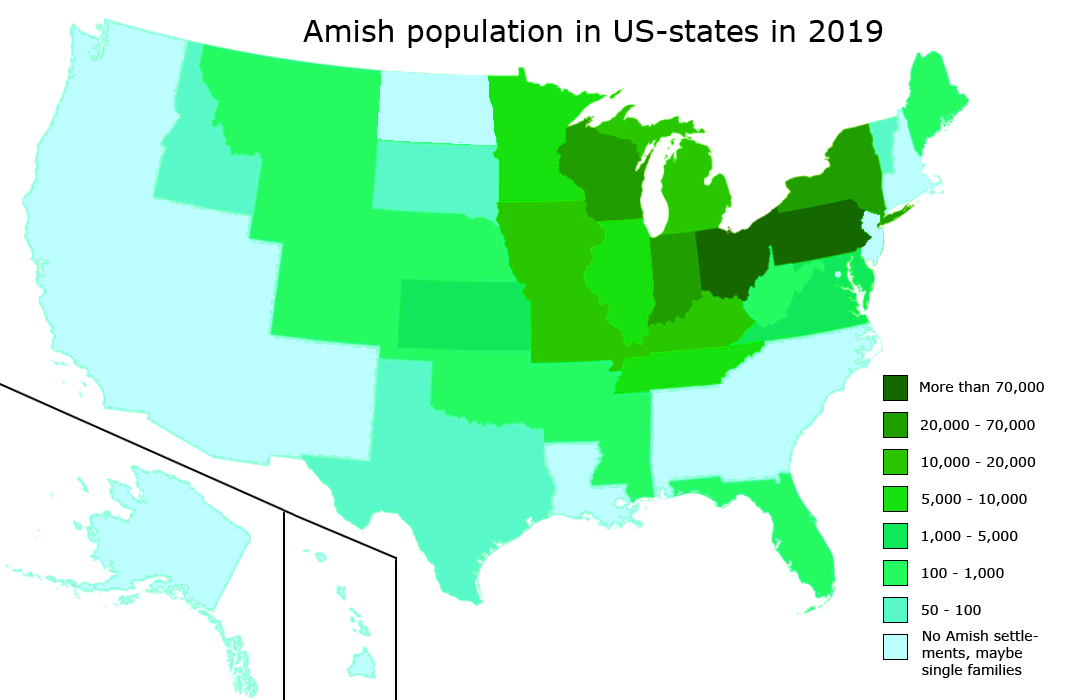
Amische Bevölkerung je US-Bundesstaat im Jahre 2019.

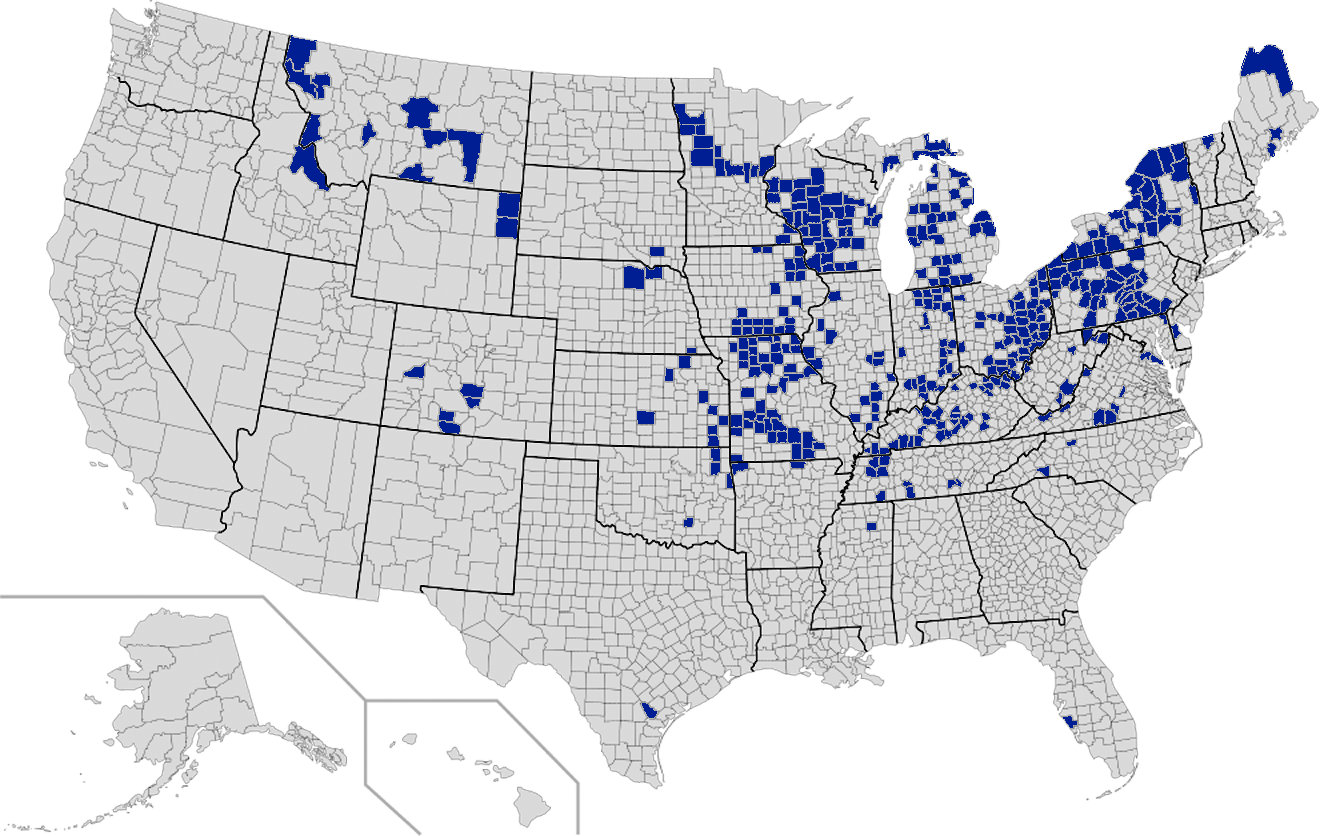
US-Bezirke mit amischen Siedlungen im Jahre 2021.

Im Jahre 2022 gab es 373.620 Amische alter Ordnung, die in über 500 Siedlungen in 32 Bundesstaaten der USA und drei kanadischen Provinzen sowie je einer Gemeinde in Bolivien und Paraguay leben.
Im Folgenden die Staaten mit mehr als 1500 Amischen im Jahre 2021:
| 1. Pennsylvania: 84.500 2. Ohio: 80.240 3. Indiana: 60.960 4. Wisconsin: 23.195 5. New York: 21.725 6. Michigan: 17.695 7. Missouri: 14.610 8. Kentucky: 14.215 | 1. Iowa: 9.845 2. Illinois: 7.565 3. Minnesota: 4.935 4. Tennessee: 3.560 5. Kansas: 2.135 6. Delaware: 1.795 7. Maryland: 1.695 8. Virginia: 1.620 |

Insgesamt gab es 2021 in den USA 355.660 Amische und etwa 6.000 in Kanada. In Bolivien gab es etwa 150 und Argentinien 50 Amische, bei denen es sich um Konvertiten handelt, die die Russland-Mennoniten verlassen haben um Amisch zu werden.

## Mennoniten und Amische
Die Mennoniten süddeutsch-schweizerischer Herkunft und die Amischen teilen miteinander die gleichen historischen Wurzeln und vertreten die gleichen theologischen Positionen bei Glaubenstaufe, Ablehnung des Eides und Militärdienst-Verweigerung. Das Spektrum der amischen Gruppen ist grundsätzlich strenger in der Handhabung des Glaubens und was die Nutzung technischer Neuerungen angeht.
Es gibt aber auch unter Mennoniten ein ganzes Spektrum von Gruppen, das von extrem konservativ auch hin bis zu extrem liberalen Gruppen reicht. So gibt es beispielsweise Gruppen von Mennoniten alter Ordnung (Noah Hoover Mennoniten und Orthodox Mennonites), die bei moderner Technik so konservativ sind wie einige der strengsten Amischen, wie etwa die Swartzentruber. Insgesamt ist aber die Hauptmasse der Mennoniten wesentlich weniger konservativ als die Amischen.
Da jede Gemeinde, sofern sie nicht in einer Konferenz organisiert ist, über ihre eigenen Belange entscheidet, bildeten und bilden sich immer neue Gruppen, auch besonders durch viele Spaltungen. Insofern existieren sehr liberale und auch sehr konservative Gemeinden.
Zuweilen werden bestimmte Mennonitengruppen mit den Amischen verwechselt; dazu gehören besonders jene, die wie die Amischen alter Ordnung mit Pferdefuhrwerken fahren. Im Englischen bezeichnet man diese Mennonitengruppen als Old Order Mennonites (im Deutschen als Mennoniten alter Ordnung, auch Altmennoniten nach Mary Ann Horst). Diese Gruppen erreichen zum Teil Mitgliederzahlen von bis zu 10.000, es gibt aber auch eine ganze Anzahl kleinerer Gruppen, die sich ebenfalls als eigenständige Kirchen verstehen. Die größte dieser Gruppen ist die Groffdale Conference (auch Wenger Mennonites).
Eine deutliche Unterscheidung der Amischen und der Mennoniten findet sich in der Örtlichkeit ihrer Gottesdienste. Amische treffen sich dazu fast durchweg im Wechsel in ihren Häusern, Scheunen oder Werkstätten, wohingegen Mennoniten meist Versammlungshäuser errichten. Gemeinden, die noch nicht ihre volle Größe erreicht haben, versammeln sich in ihren Wohnhäusern, doch sobald die Gemeinde eine bestimmte Größe erreicht hat, wird ein Versammlungshaus errichtet. Wird eine amische Gemeinde zu groß, teilt sie sich, um weiterhin die Treffen in den Wohnhäusern abhalten zu können. Diese Gemeinden (die sich zwar teilen, jedoch nicht voneinander spalten) leben dann in fellowship with each other (in Gemeinschaft miteinander). So tauschen sie zum Beispiel Prediger aus oder erlauben das Heiraten untereinander.

## Filmografie

### Spielfilme
Spielfilme, in denen Amische vorkommen, wurden fast ausschließlich in den USA gedreht:
- Der einzige Zeuge (Witness) – 1985, Vereinigte Staaten; zwei Oscars
- Gebot des Schweigens (A Stoning in Fulham County) – 1988, Vereinigte Staaten
- Die Glut der Gewalt (Harvest of Fire) – 1996, USA
- Kingpin – 1996, USA
- Zum Teufel mit den Millionen (For Richer or Poorer) – 1997, Vereinigte Staaten
- David im Wunderland – 1998, Deutschland
- Mord im Schilf (Plain Truth) – 2004, USA, Kanada
- Saving Sarah Cain – 2007; nach einem Roman von Beverly Lewis, der erfolgreichsten Autorin von Amish Romance Novels
- Spritztour (Sex Drive) – 2008, Vereinigte Staaten
- The Shunning – 2011; Fernsehfilm, ebenfalls nach einem Roman von Beverly Lewis
- Rumspringa – Ein Amish in Berlin – 2022, Deutschland; Netflix

### Filme mit teilweise dokumentarischem Charakter
- How much Wood would a Woodchuck chuck… – Beobachtungen zu einer neuen Sprache, 1976, 44 Min., von Werner Herzog. In dieser für das deutsche Fernsehen produzierten Dokumentation stellt der Regisseur das Leben der Amischen den Vorgängen einer Schnellsprechweltmeisterschaft von Viehauktionatoren gegenüber.

- Penn’a Du, 1982, 60 Min., ein Filmessay des deutschen Regisseurs Georg Brintrup. In diesem für den WDR produzierten Film geht es besonders um die Sprache, das Pennsylvaniadeutsch. 1982 trat zum ersten Mal ein amischer Schullehrer vor eine Filmkamera.
- Im Jahre 2004/5 wurde eine Serie in den Vereinigten Staaten gezeigt, Amish in the City, die der Idee nachgehen sollte, ob die amischen Rumspringer nicht letztlich im engen Kontakt mit Weltlichen doch lieber den American Way of Life wählten. Jene amischen Jugendlichen standen zum Zeitpunkt der Aufnahmen aber nicht mehr vor dieser Frage, sondern hatten sich schon für die Außenwelt entschieden.
- Am 2. Oktober 2006 schoss ein Mann in der Schule der Amischen in Nickel Mines (Pennsylvania) auf zehn amische Mädchen, von denen fünf überlebten, danach erschoss er sich selbst. Die Amischen vergaben dem Täter und kümmerten sich auch um seine Witwe, die mit drei kleinen Kindern zurückblieb. Über dieses Massaker schrieb der Soziologe Donald Kraybill gemeinsam mit Steven M. Nolt und David L. Weaver-Zercher das Buch Amish Grace: How Forgiveness Transcended Tragedy. Auf Grundlage dieses Buches entstand der in Teilen dokumentarische Fernsehfilm Amish Grace, der 2010 erstmals im Lifetime Movie Network ausgestrahlt wurde.[54]

### Dokumentarfilme
Es gibt eine Reihe von Dokumentationen über die Amischen:
- Amish – Ein Bauernhof für unsere Kinder, Produktion: ORF, 1998, 60 Min., von Eva Maria Berger. Diese Dokumentation behandelt explizit die Lancaster-County-Amischen und enthält soziologische Bewertungen von Donald B. Kraybill. Siehe Donald B. Kraybill und Steven M. Nolt: Amish Enterprise – From Plows to Profits unter der Rubrik Literatur.
- Die Amish – alte Werte in der neuen Welt, 3sat, 1999, von Wolfgang Wegner. Diese Dokumentation handelt ebenfalls von den Amischen in Lancaster County und enthält Interviews (z. B. mit dem Eisproduzenten von Lapp’s Valley Farm) mit Beachy-Amischen und New-Order-Amischen.
- Amish People – Leben in einer anderen Welt. Dokumentation, Frankreich, 2005, 53 Min., Regie: Alexandre Fronty, Produktion: arte, Reihe: WunderWelten.
- 3sat, 2009, Kreuz & Quer: Amish People von Alexandre Fronty, schildert das Leben der Amischen der alten und neuen Ordnung in einem Dorf in Pennsylvania
- Mélanie Van der Ende: Die Welt der Amish – Tradition und Versuchung in der 3sat-Mediathek. Video (44 Min.), abrufbar bis 28. Februar 2027, 2022

Amerikanische Dokumentarfilme sind unter anderem:
- The Riddle of the Amish
- Amish – A People of Preservation
- The Amish and US
- The Amish Riddle
- The Devil’s Playground

### Pseudo-Dokumentationen
- Amish Mafia ist eine US-amerikanische Scripted-Reality-Fernsehserie und damit reine Erfindung. Die Serie wurde von führenden Wissenschaftlern, die sich mit den Amischen beschäftigen, heftig kritisiert. Ähnliches gilt für Breaking Amish und Amish: Out of Order.

- Die Amischen sind gelandet, Originaltitel: Meet the Amish bzw. Amish: World’s Squarest Teenagers, Dokusoap GB 2011. imdb.com, ebenfalls eine gestellte Dokumentation.

### Wissenschaftliche Primärliteratur
- John A. Hostetler: Amish Society (4. Auflage), Baltimore und London 1993. (Der wissenschaftliche Klassiker zu den Amischen)
- Donald B. Kraybill, Karen M. Johnson-Weiner und Steven M. Nolt: The Amish. Baltimore 2013. (Das aktuelle wissenschaftliche Standardwerk zu den Amischen)
- Donald B. Kraybill: The Riddle of Amish Culture (durchgesehene Neuauflage), Baltimore und London 2001. (Der wissenschaftliche Klassiker von Kraybill)
- Steven M. Nolt: A History of the Amish. Intercourse 1992. (Das wissenschaftliche Standardwerk zur Geschichte der Amischen)
- Charles E. Hurst und David L. McConnell: An Amish Paradox. Baltimore 2010. (Das wissenschaftliche Werk eines Professors und eines Hochschullehrers)
- Donald B. Kraybill und Marc A. Olshan (Hrsg.): The Amish Struggle with Modernity. Hanover, NH 1994.
- Richard A. Stevick:  Growing up Amish – The Teenage Years. Baltimore 2007. (Wissenschaftliches Werk über amische Teenager und Rumspringe)
- Donald B. Kraybill und C. Nelson Hostetter: Anabaptist World USA. Scottdale, PA und Waterloo, Ontario 2001. (Statistikwerk zu den Täufern in den USA)
- Donald B. Kraybill: Concise Encyclopedia od Amish, Brethren, Hutterites and Mennonites. (Ein Lexikon zu den Täufern)
- Donald B. Kraybill, Steven M. Nolt: Amish Enterprise – From Plows to Profits. 2. Auflage. Baltimore 2004 (Über den wirtschaftlichen Wandel der Amischen).
- Thomas J. Meyers und Steven M. Nolt: An Amish Patchwork. Bloomington und Indianapolis 2005. (Wissenschaftliches Werk über die Amischen in Indiana)
- Diane Zimmerman Umble: Holding the Line. The Telephone in Old Order Mennonite and Amish Life. Baltimore 2000.

### Weitere Werke
- Joe Mackall: Plain Secrets: An Outsider among the Amish. Boston, Mass. 2007. (Persönlicher Bericht eines Literaturprofessors über seine Freundschaft mit einer amischen Familie)
- Ira Wagler: Growing up Amish. Carol Stream; Illinois 2011. (Persönlicher Bericht eines Aussteigers aus einer amischen Gemeinde)
- Jeff Smith: Becoming Amish. Cedar, Michigan 2016. (Bericht einer Familie, die letztendlich vergeblich versuchte, den Amischen beizutreten)
- Bernd G. Längin: Die Amischen. Vom Geheimnis des einfachen Lebens. München 1990, ISBN 3-471-78049-1. (Sicht eines Journalisten mit persönlichen Akzenten)
- Emma Gingerich: Runaway Amish Girl: The Great Escape. Progressive Rising Phoenix Press, 2014, ISBN 1-940834-76-7. (Persönlicher Bericht einer Amisch-Aussteigerin)
- Silke Langwasser: Die Old Order Amish: Eine Glaubensgemeinschaft zwischen Beharrlichkeit und Entwicklung. Marburg 2008. (Wissenschaftliche Arbeit zum Thema)
- Hermann Hage: Amische Mennoniten in Bayern. Edition vulpes, Regensburg 2009, ISBN 978-3-939112-45-7. (Historisches Werk, hauptsächlich über das 19. Jhdt.)

## Verweise
- Literatur zum Schlagwort Amische im Katalog der Deutschen Nationalbibliothek
- Donald B. Kraybill: Amische. In: Mennonitisches Lexikon. Band 5 (MennLex 5).
- Amish Resources, Library of Congress
- Hiwwe wie Driwwe – Die pennsylvanisch-deitsch Zeiding
- Amish Mennonites engl. (Global Anabaptist Mennonite Encyclopedia Online)
- The Amish & Plain People (Englischer Führer für Touristen)
- Barbara Völkel: Das Leben der Amish in der arte-Mediathek. Dokumentarfilm (43 Min.), abrufbar bis 30. Januar 2027